# Liste des villes du Maroc

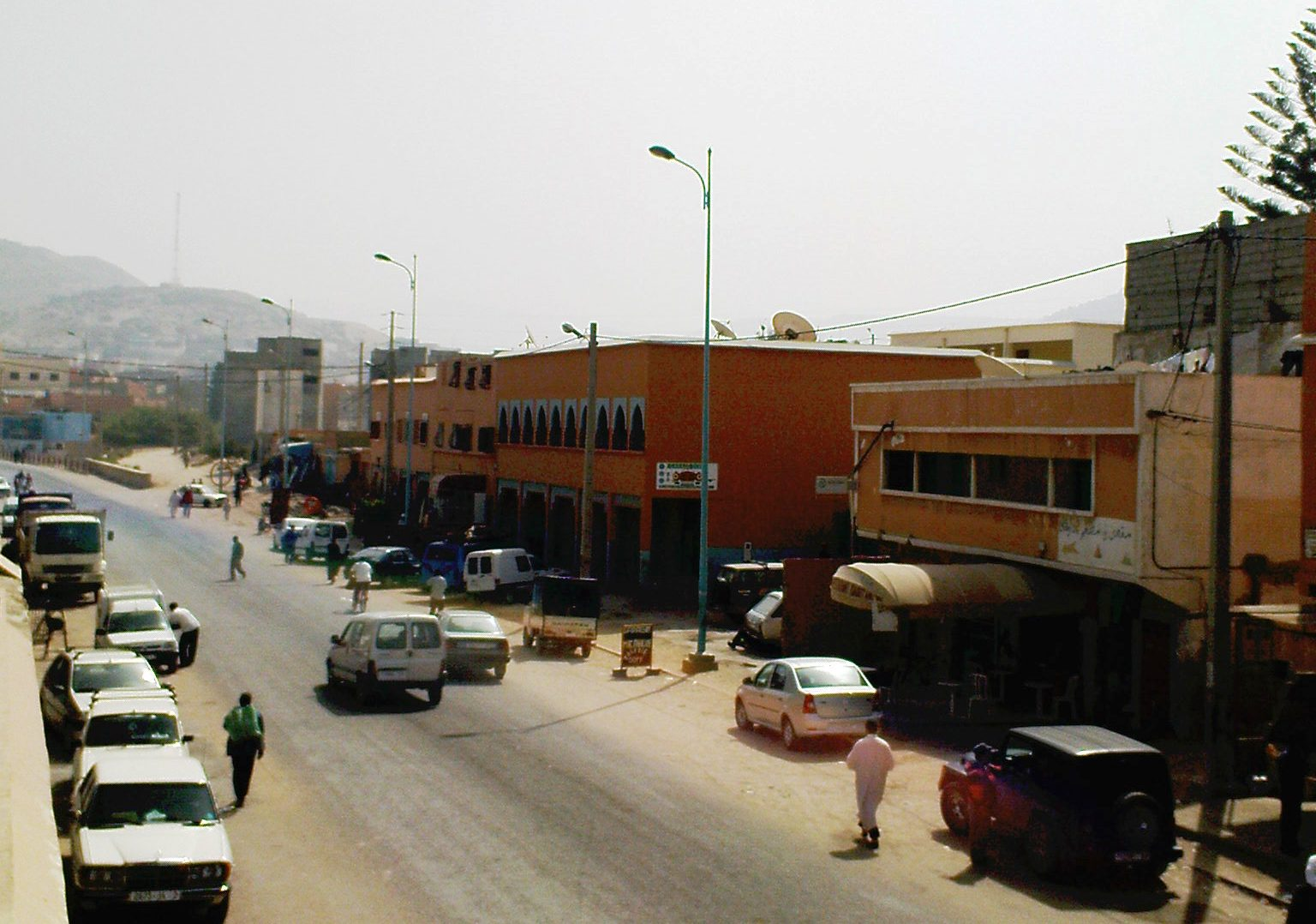
Un centre urbain de commune rurale : Aourir

Au Maroc, la définition de la « ville » ou des localités urbaines délimitées sur la base de codes géographiques, propre aux besoins du pays et mise en place par le Haut-commissariat au plan, est double — administrative et statistique — et sert à déterminer la population urbaine à l'occasion des recensements.
Ce que l'on appelle communément une « ville » intra muros correspond, sur le plan administratif, généralement à une seule commune urbaine (dite aussi « municipalité »), et sur le plan uniquement statistique, à une unité constituée par le centre urbain de certaines communes rurales.

## Communes urbaines et centres urbains de communes rurales
Les communes urbaines, ou municipalités, sont les seules agglomérations administrativement définies comme des villes (les villes de Casablanca, Fès, Marrakech, Meknès et Rabat ayant pour particularité d'être scindées en deux municipalités : celle où siège un palais royal, que l'autre entoure, dite commune de méchouar et disposant d'un statut spécial). Quant aux centres urbains de certaines communes rurales, qui portent souvent le même toponyme que leur commune d'appartenance, ils sont fixés à des fins statistiques à chaque recensement décennal de la population et de l'habitat (en fonction de critères tels que la concentration des équipements collectifs ou la prédominance d'une population active non agricole).
Ces agglomérations ainsi homologuées, dont le code géographique officiel rend compte, servent notamment d'instruments de mesure de la population urbaine du pays. Au vu du recensement de 2004, leur population va cette année-là de 867 habitants (centre urbain de la commune rurale de Ghmate) à 2 949 805 habitants (Casablanca intramuros), et une municipalité peut être moins peuplée qu'un centre urbain de commune rurale (comme Tafraout, 4 931 hab., municipalité ayant moins d'habitants que Taghjijt, 6 983 hab., centre urbain de la commune rurale du même nom).
Les villes correspondant à des communes urbaines ou à des centres urbains de commune rurale peuvent changer au fil du temps : ainsi, la population urbaine de la région de l'Oriental est passée, de 1971 à 2014, de 367 473 à 1 513 911 habitants, ceux-ci étant répartis au sein de localités urbaines dont le nombre a évolué de la sorte : en 1971, deux communes urbaines et 19 centres urbains, et en 2014, 28 communes urbaines et 15 centres urbains.

## Les «villes» de A à Z et leurs nombres d'habitants en 2004

### Préambule
- Pour faciliter les comparaisons, les nombres d'habitants fournis sont ceux établis par le dernier recensement de 2004 ; ils sont donnés à titre indicatif, le nouveau découpage communal de 2008 ayant eu des répercussions sur la délimitation de périmètres territoriaux, et pourront être complétés par les données du recensement de 2014.
- Les communes urbaines ou municipalités sont indiquées par [M], et les centres urbains de communes rurales par [C].
- L'orthographe adoptée est celle des derniers décrets relatifs au découpage administratif (décret de 2008 et décrets ultérieurs le modifiant), tels que parus dans l'édition de traduction officielle du BORM ; ceux-ci étant écrits en majuscules non accentuées, les i ont été dotés de trémas pour aider à la prononciation et des é ou è ont parfois été mis, quand la forme ainsi accentuée a majoritairement été rencontrée dans des organes de presse francophones marocains[3].
- Des informations complémentaires sont apportées en notes pour principalement préciser :
  - le nom de la commune rurale d'appartenance d'un centre urbain quand leurs noms diffèrent (ce qui n'est généralement pas le cas) ;
  - le changement de statut d'une entité urbaine depuis le dernier recensement (quand une commune rurale ou un centre urbain de commune rurale a été érigé en commune urbaine)

### A
- Afourar [C] : 11 898 hab. (2004)

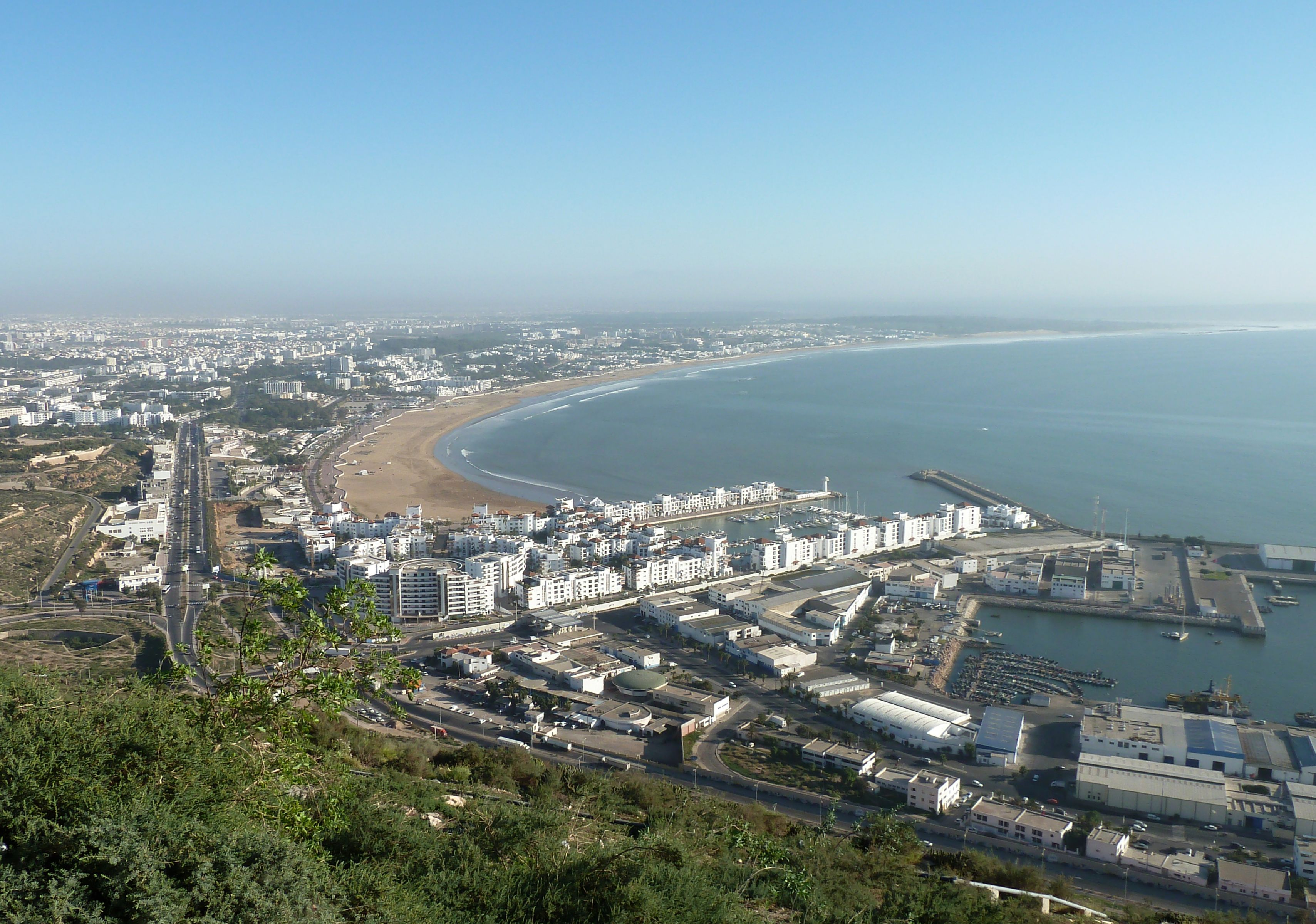
Agadir

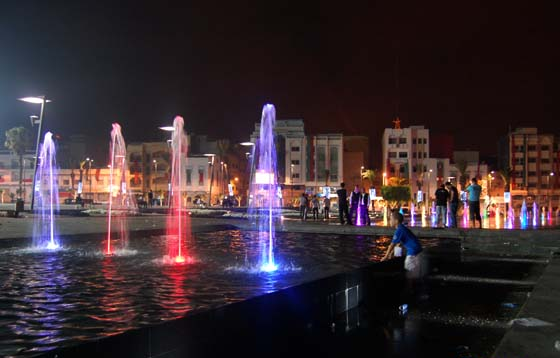
Al Hoceïma

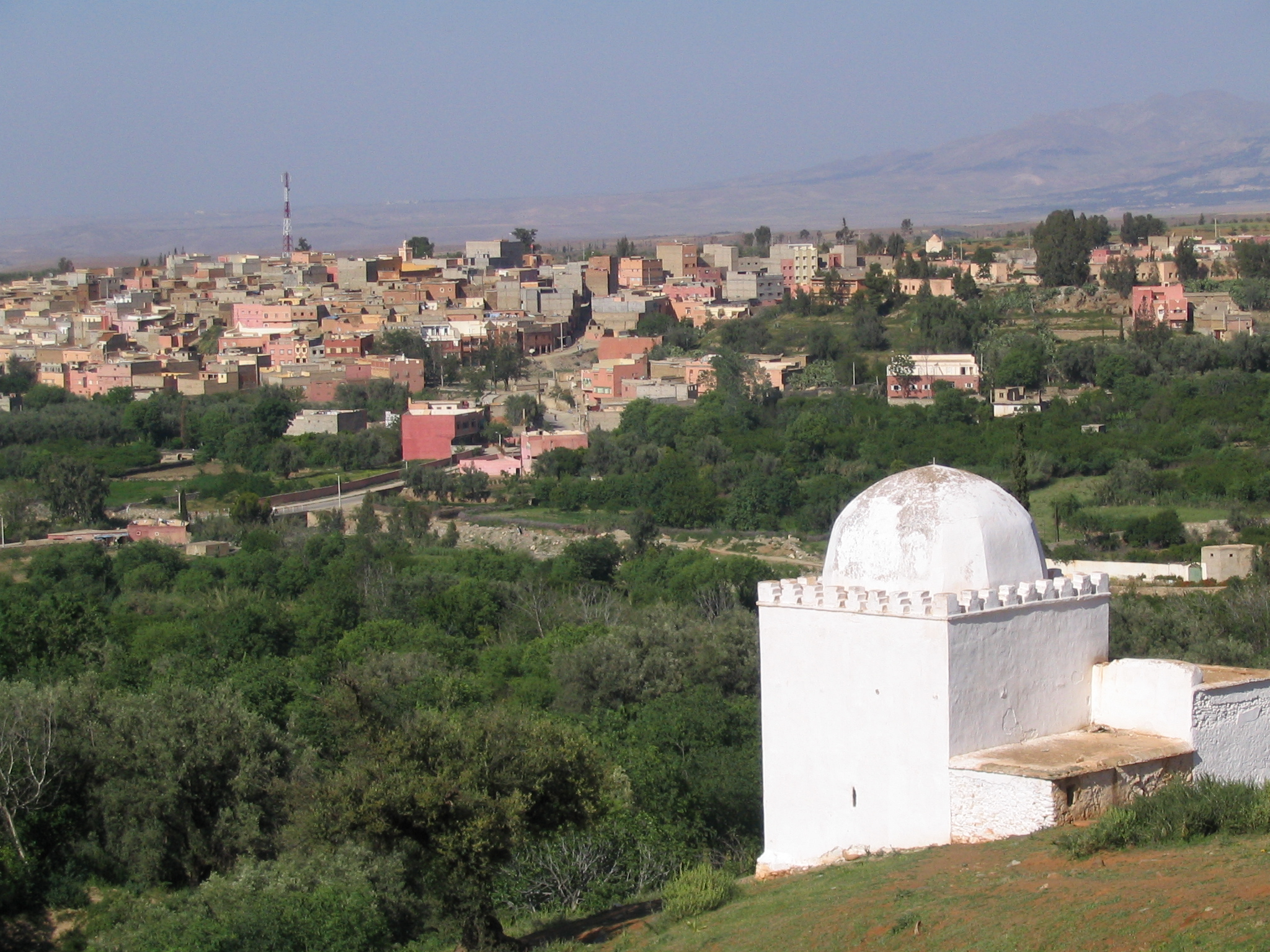
Amizmiz

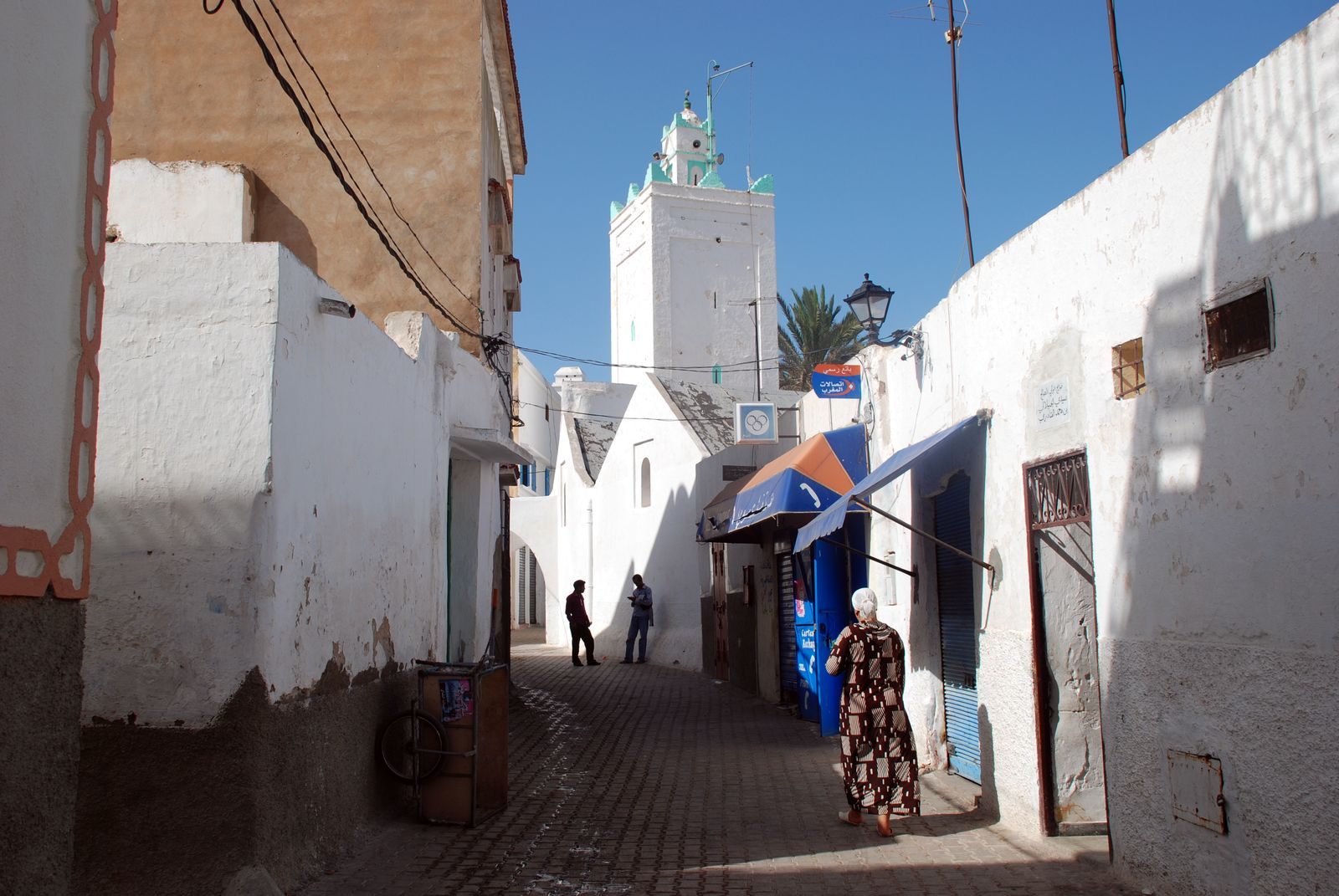
Azemmour (médina)

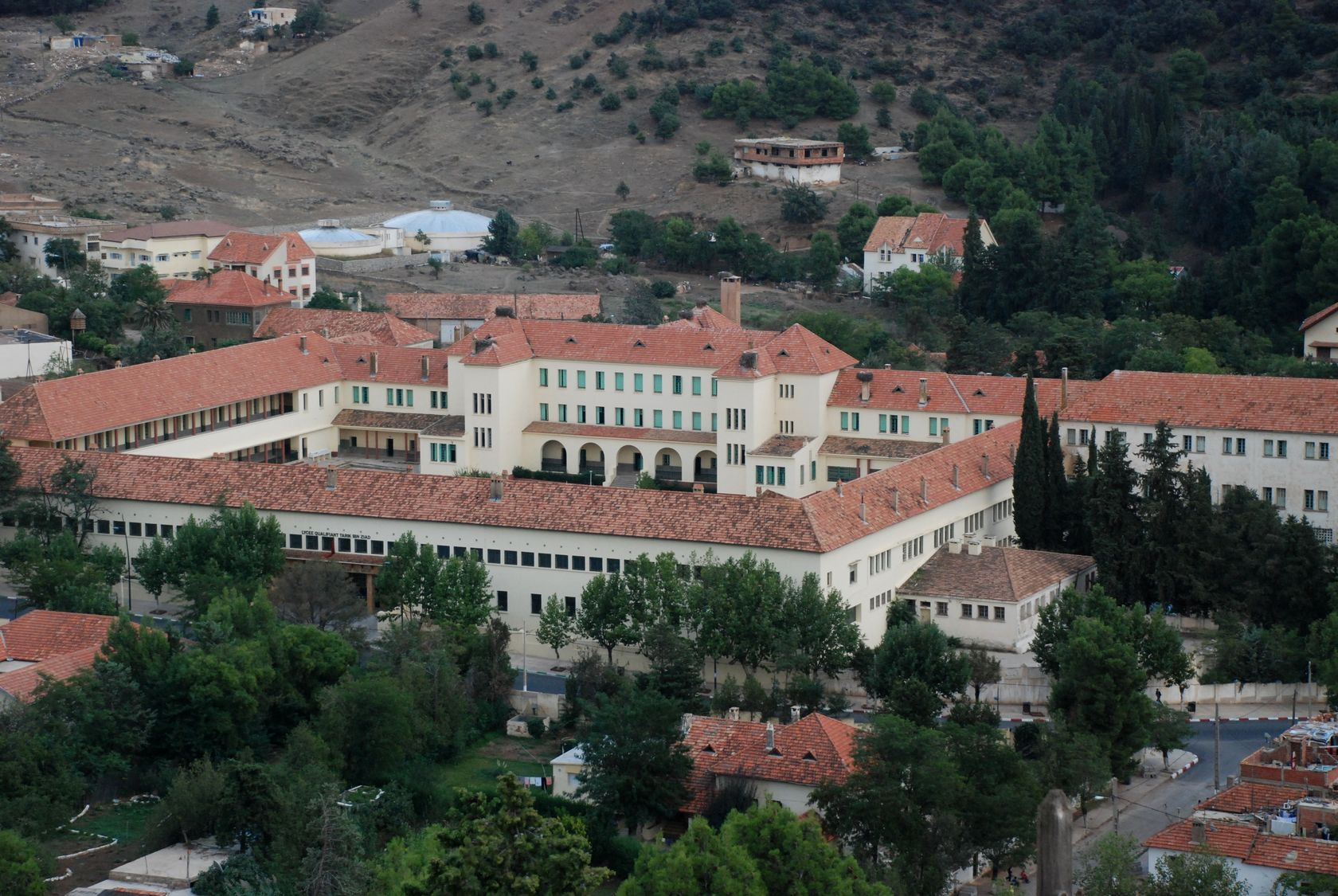
Azrou (collège)

- Agadir [M], chef-lieu de la préfecture d'Agadir Ida-Outanane et de la région de Souss-Massa : 780 459 hab. (2004)
- Aghbala [C] : 6 300 hab. (2004)
- Aghbalou [C] : 1 703 hab. (2004)
- Agdz [M] : 7 951 hab. (2004)
- Agouraï [M] : 13 291 hab. (2004)
- Aguelmous [C] : 11 390 hab. (2004)
- Ahfir [M] : 19 482 hab. (2004)
- Aïn Leuh [C] : 5 278 hab. (2004)
- Aïn Beni Mathar [M] : 13 526 hab. (2004)
- Ain Cheggag [C] : 4 436 hab. (2004)
- Aïn Dorij [C][4], 2 321 hab. (2004)
- Aïn El Aouda [M] : 25 105 hab. (2004)
- Aïn Erreggada [M] : 2 983 hab. (2004)
- Aïn Harrouda [M] : 41 853 hab. (2004)
- Aïn Jemaa [C] : 2 610 hab. (2004)
- Aïn Karma [C] : 3 828 hab. (2004)
- Aïn Taoujdate [M] : 22 030 hab. (2004)
- Aït Iaaza [M] : 9 984 hab. (2004)
- Aït Baha [M] : 4 767 hab. (2004)
- Aït Boubidmane [C] : 4 258 hab. (2004)
- Aït Daoud [M] : 2 497 hab. (2004)
- Aït Ishaq [C] : 11 806 hab. (2004)
- Aït Melloul [M] : 130 370 hab. (2004)
- Aït Ourir [M] : 20 005 hab. (2004)
- Akka [M] : 7 102 hab. (2004)
- Aklim [M] : 8 969 hab. (2004)
- Aknoul [M] : 4 066 hab. (2004)
- Ajdir (province d'Al Hoceïma) [M][5] : 3 987 hab. (2004)
- Ajdir (province de Taza) [C] : 1 451 hab. (2004)
- Al Aaroui [M] : 36 021 hab. (2004)
- Al Hoceïma [M], chef-lieu de la province d'Al Hoceïma : 55 357 hab. (2004)
- Alnif [C] : 3 072 hab. (2004)
- Amalou Ighriben [C][6] : 28 933 hab. (2004)
- Amizmiz [M][7] : 13 711 hab. (2004)
- Aoufous [C] : 1 272 hab. (2004)
- Aoulouz [M][8] : 18 518 hab. (2004)
- Aourir [C] : 21 810 hab. (2004)
- Arbaoua [C] : 2 333 hab. (2004)
- Arfoud [M] : 23 637 hab. (2004)
- Assa [M], chef-lieu de la province d'Assa-Zag : 12 905 hab. (2004)
- Assahrij [C] : 1 732 hab. (2004)
- Assilah [M] : 28 217 hab. (2004)
- Azemmour [M] : 36 722 hab. (2004)
- Azilal [M], chef-lieu de la province d'Azilal : 27 719 hab. (2004)
- Azrou [M] : 47 540 hab. (2004)

### B
- Bab Berred [C] : 5 043 hab. (2004)
- Bab Taza [C] : 4 129 hab. (2004)
- Bejaad [M] : 40 513 hab. (2004)
- Ben Ahmed [M] : 21 361 hab. (2004)
- Ben Guerir [M] : 62 872 hab. (2004)
- Ben Taïeb [M][9] : 20 891 hab. (2004)
- Ben Yakhlef [C] : 11 490 hab. (2004)

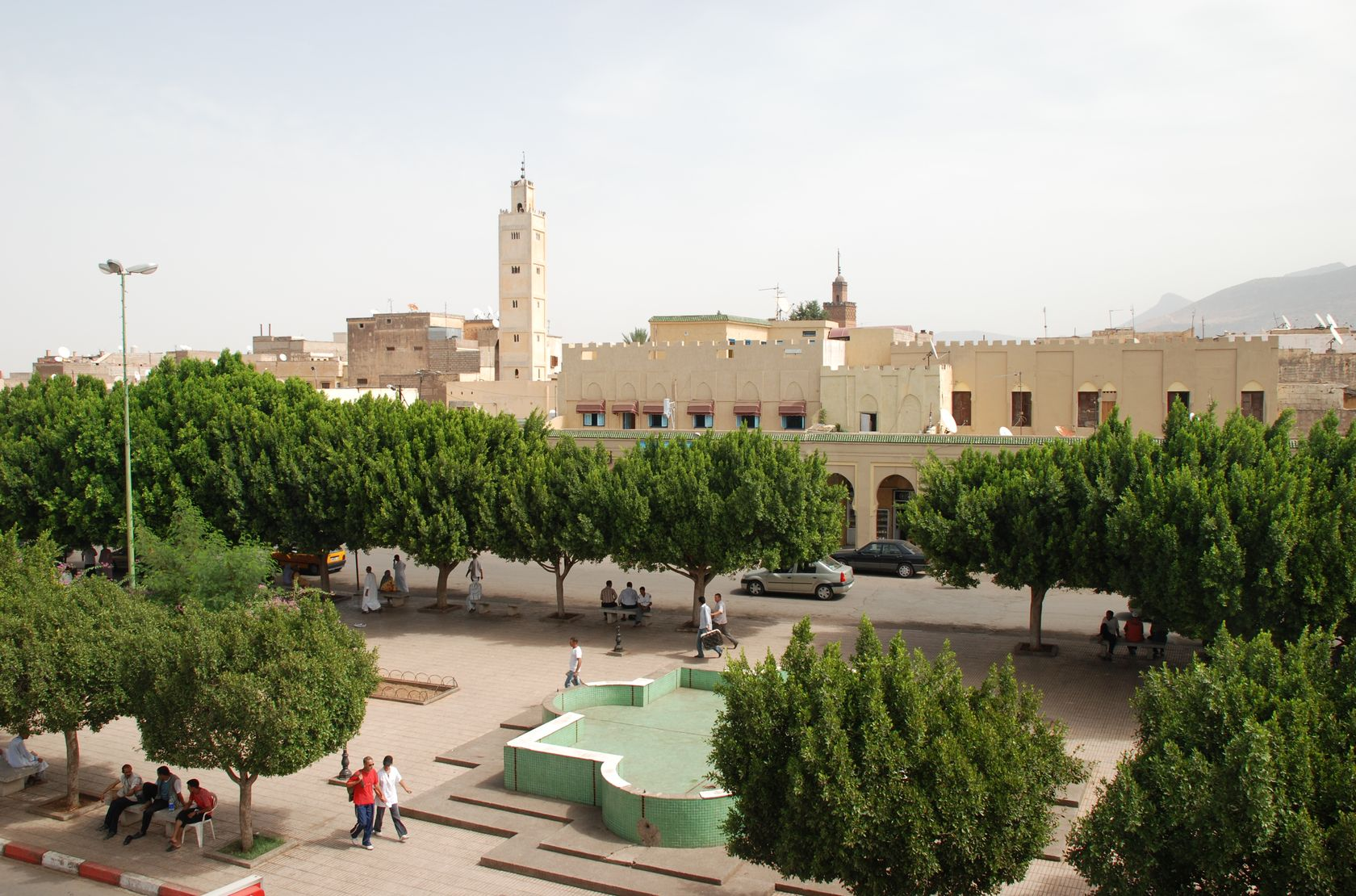
Beni Mellal

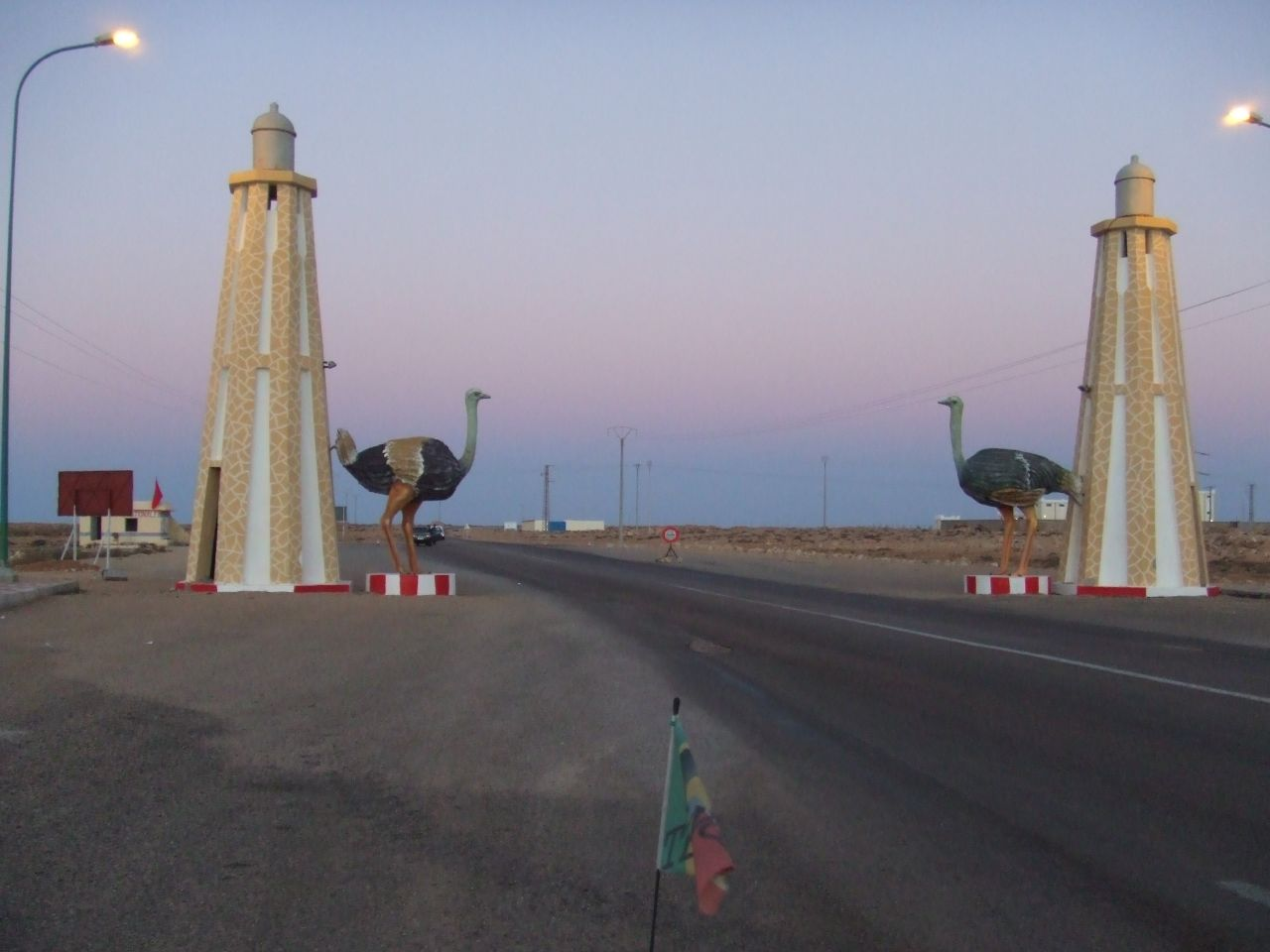
Boujdour (l'entrée)

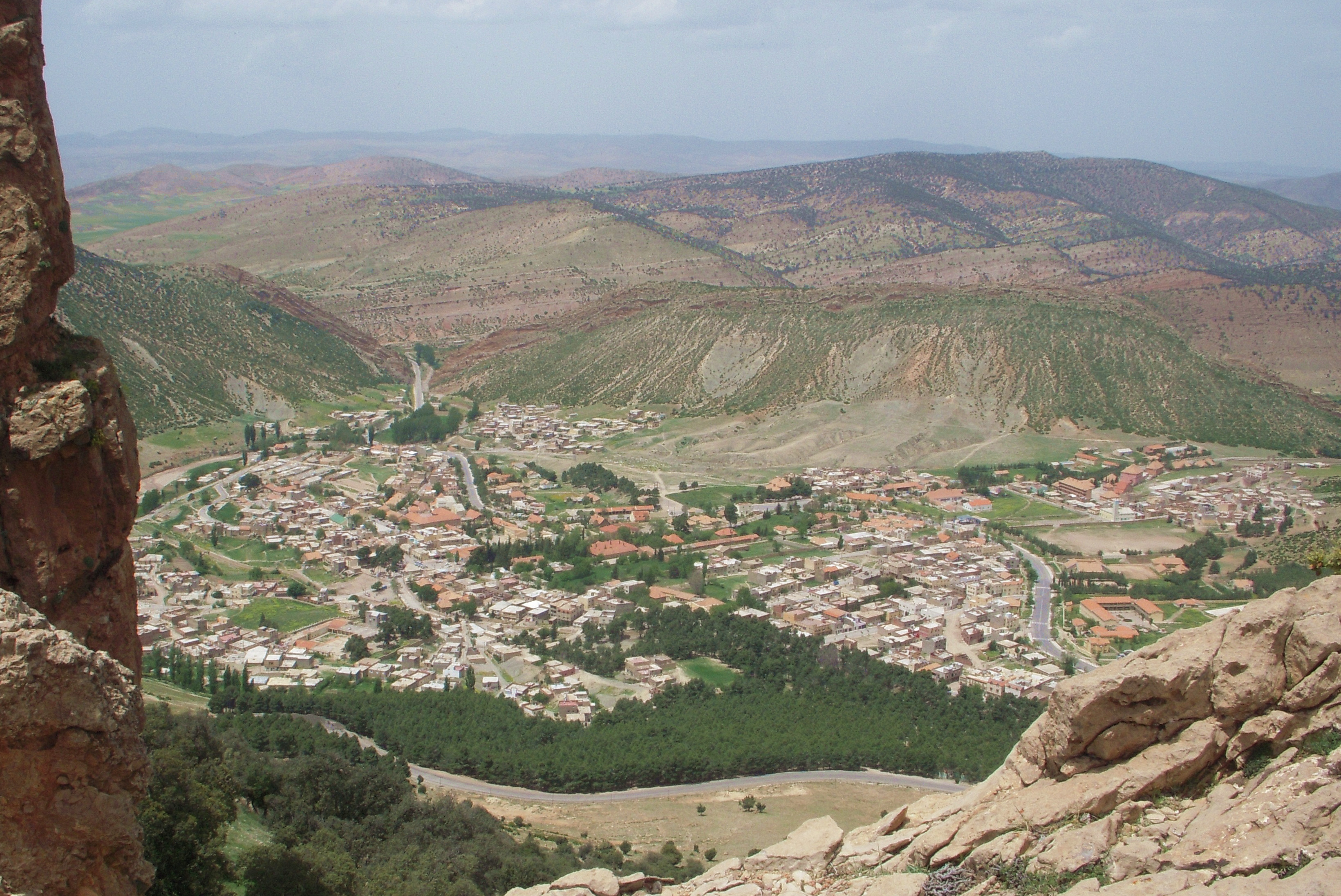
Boulemane

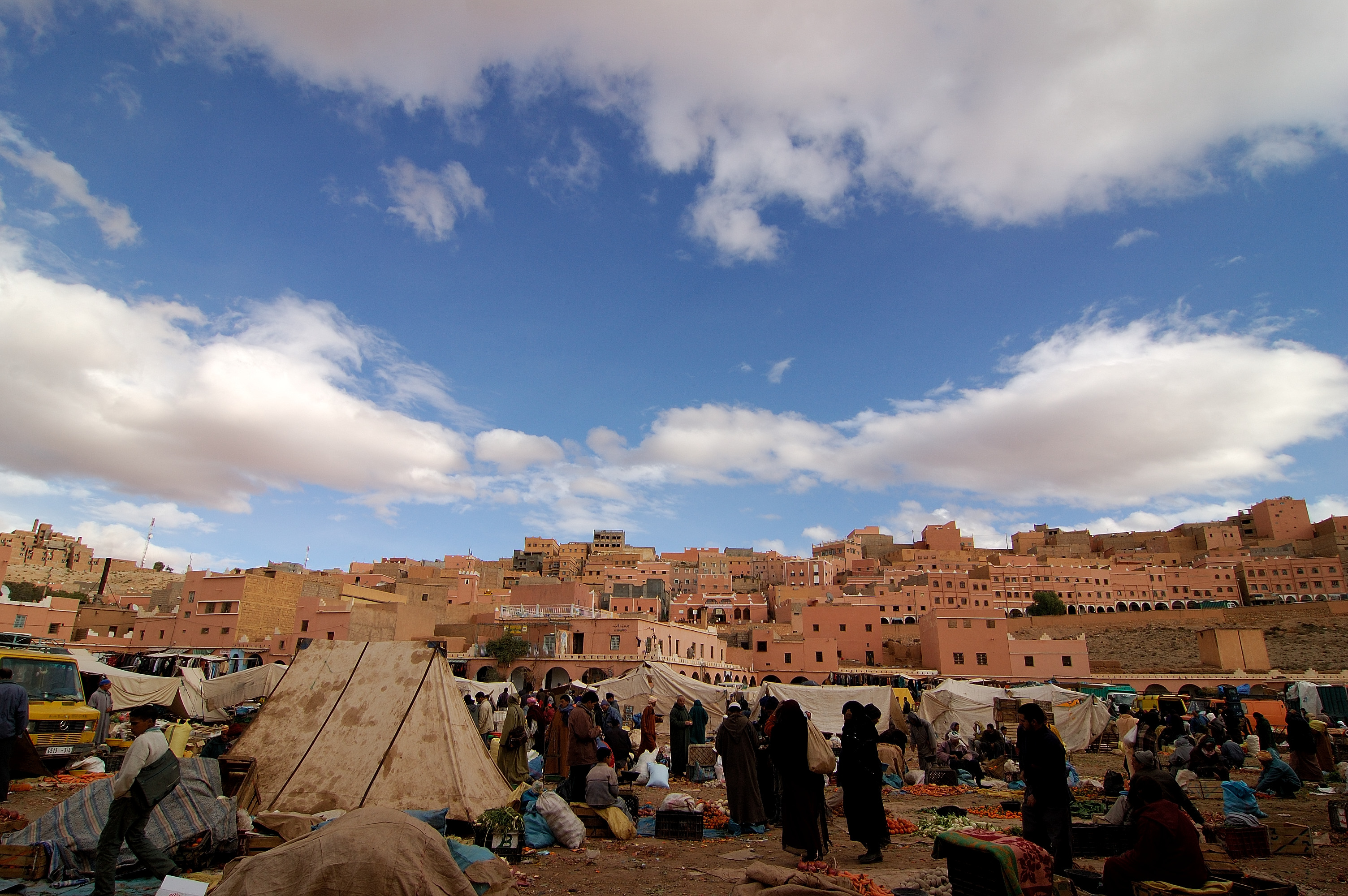
Boumalne Dadès

- Beni Mellal [M], chef-lieu de la province de Beni Mellal  et de la région de Beni-Mellal-Khénifra : 163 286 hab. (2004)
- Ben Slimane [M], chef-lieu de la province de Ben Slimane : 46 478 hab. (2004)
- Berkane [M], chef-lieu de la province de Berkane : 80 012 hab. (2004)
- Berrechid [M], chef-lieu de la province de Berrechid : 89 830 hab. (2004)
- Bhalil [M] : 11 638 hab. (2004)
- Biougra [M], chef-lieu de la province de Chtouka-Aït Baha : 25 928 hab. (2004)
- Bni Ansar [M] : 31 800 hab. (2004)
- Bni Bouayach [M] : 15 497 hab. (2004)
- Bni Chiker [C] : 4 188 hab. (2004)
- Bni Drar [M] : 8 919 hab. (2004)
- Bni Hadifa [C] : 2 061 hab. (2004)
- Bni Tadjite [C] : 8 029 hab. (2004)
- Bouanane [C] : 3 254 hab. (2004)
- Bouarfa [M] : 25 947 hab. (2004)
- Boudnib [M] : 9 867 hab. (2004)
- Bouguedra [C] : 1 558 hab. (2004)
- Bouhdila [C][10] : 16 145 hab. (2004)
- Bouizakarne [M] : 11 982 hab. (2004)
- Boujdour [M], chef-lieu de la province de Boujdour, dans le Sahara occidental : 36 843 hab.
- Boujniba [M] : 15 041 hab. (2004)
- Boulanouare [C] : 10 469 hab. (2004)
- Boulemane [M], chef-lieu de la province de Boulemane : 6 910 hab. (2004)
- Boumalne Dadès [M] : 11 179 hab. (2004)
- Boumia [C] : 12 444 hab. (2004)
- Bouskoura [M][11] : 92 259 hab. (2004)
- Bouznika [M] : 27 028 hab. (2004)
- Bouzthate [C] : 1329 hab. (2004)
- Bradia [C] : 6 564 hab. (2004)
- Brikcha [C] : 1 510 hab. (2004)
- Bzou [C] : 4 323 hab. (2004)

### C

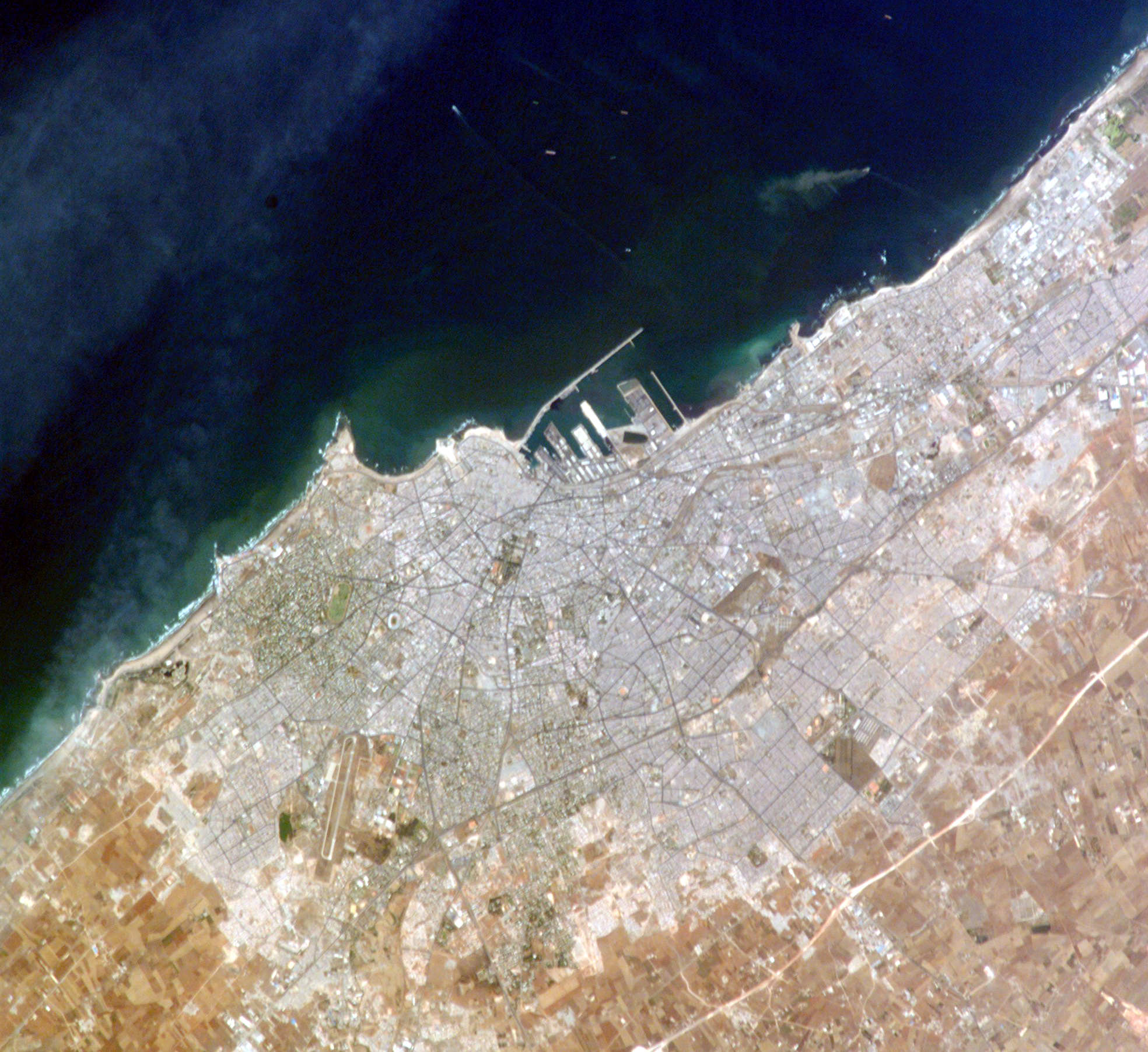
Casablanca (vue satellite)

- Casablanca [M][12], capitale économique du pays, chef-lieu de la préfecture de Casablanca et de la région de Casablanca-Settat est ville la plus peuplée du Maroc (également, intramuros, du Maghreb) : 3 215 935 hab. (2024)
- Chefchaouen [M], chef-lieu de la province de Chefchaouen : 35 709 hab. (2004)
- Chichaoua [M], chef-lieu de la province de Chichaoua : 15 657 hab. (2004)

### D

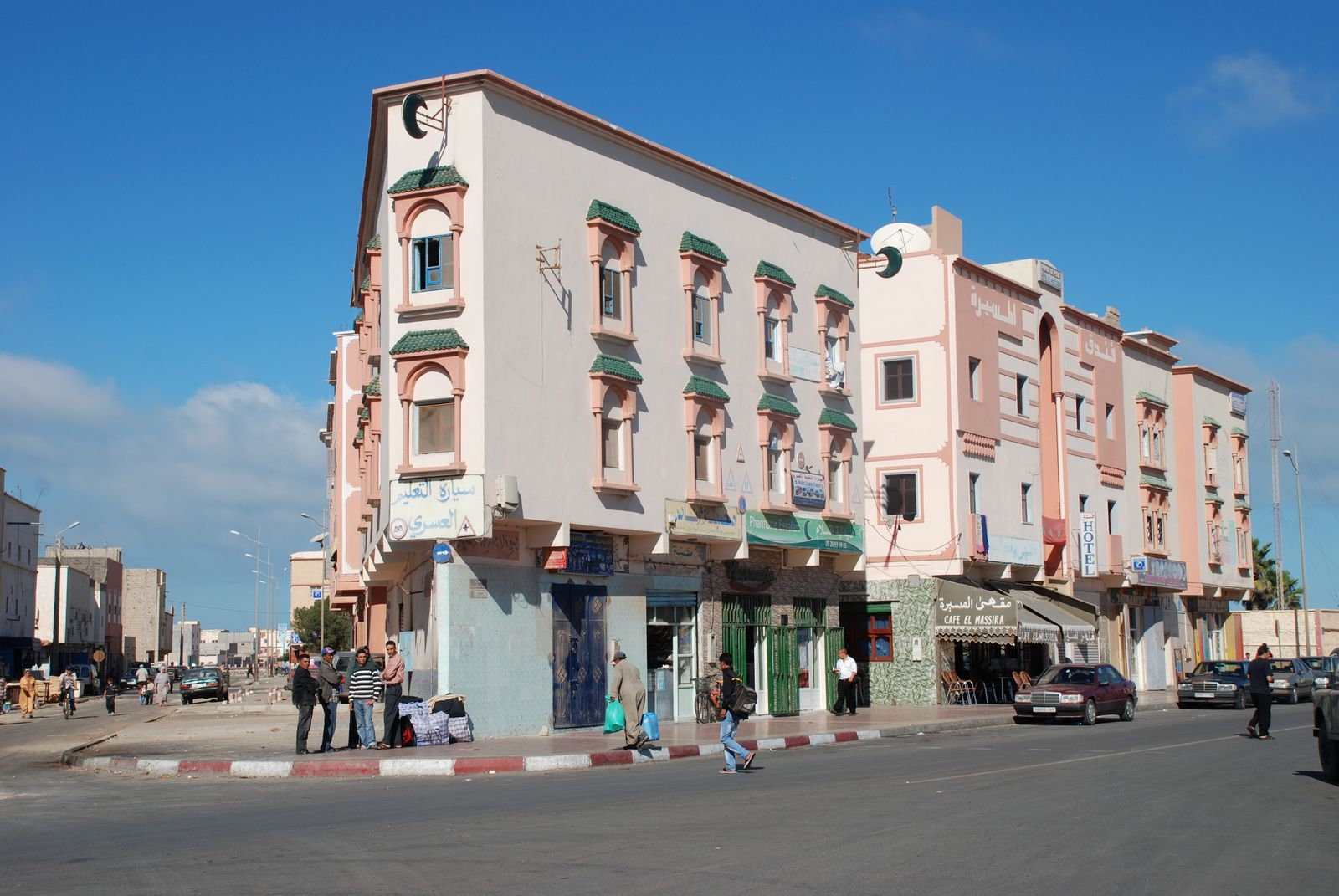
Dakhla

- Dakhla [M], chef-lieu et de la province d'Oued-ed Dahab et de la région de Dakhla-Oued Ed-Dahab, dans le Sahara occidental : 58 104 hab. (2004)
- Dar Bni Karrich [C] : 4 780 hab. (2004)
- Dar Chaoui [C] : 1 424 hab. (2004)
- Dar El Kebdani [C] : 2 990 hab. (2004)
- Dar Gueddari [M] : 6 011 hab. (2004)
- Dar Ould Zidouh [C] : 15 523 hab. (2014)
- Dcheïra El Jihadia [M] : 89 367 hab. (2004)
- Debdou [M] : 4 540 hab. (2004)
- Demnate [M] : 23 459 hab. (2004)
- Deroua [C] : 10 373 hab. (2004)
- Drargua [C] : 17 071 hab. (2004)
- Driouch [M][13], chef-lieu de la province de Driouch : 28 545 hab. (2004)

### E
- Echemmaia [M] : 21 859 hab. (2004)
- El Aïoun Sidi Mellouk [M] : 34 767 hab. (2004)
- El Borouj [M] : 16 222 hab. (2004)
- El Gara [M] : 18 070 hab. (2004)
- El Hajeb [M] : 27 667 hab. (2004)
- El Hanchane [M] : 4 698 hab. (2004)

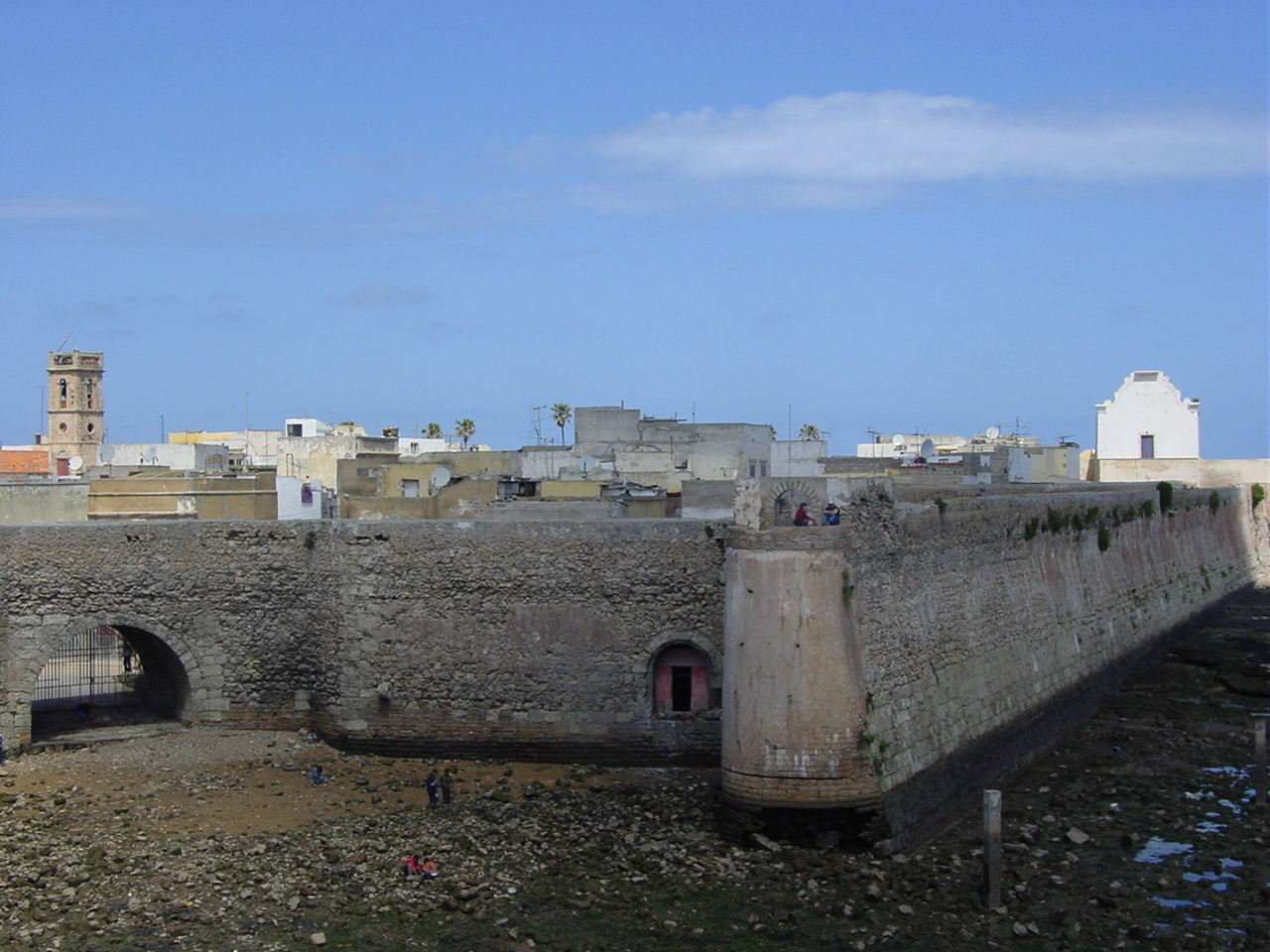
El Jadida (forteresse de Mazagan)

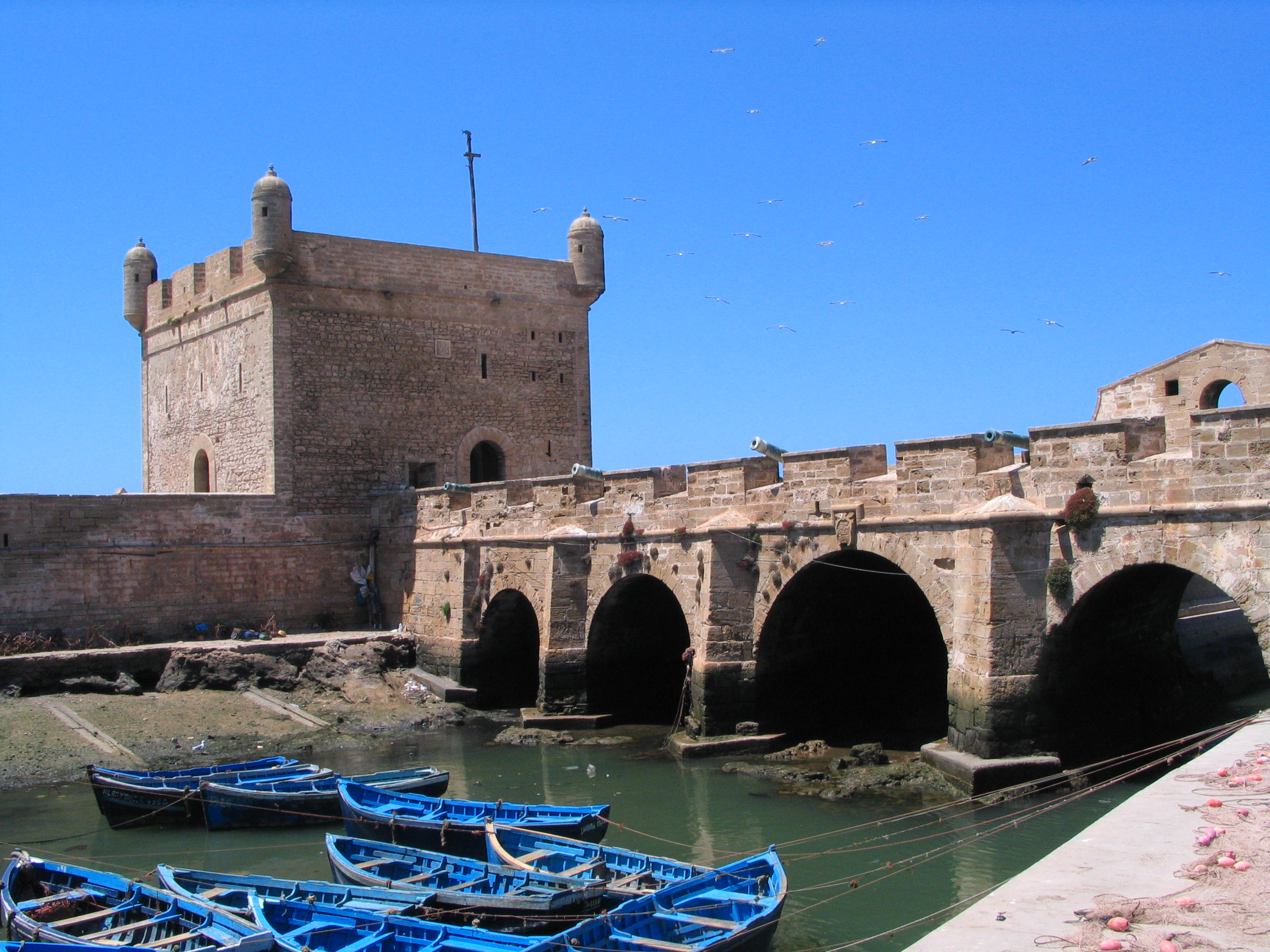
Essaouira (remparts de la médina)

- El Jadida [M], chef-lieu de la province d'El Jadida (qui abrite l'ancienne ville fortifiée portugaise de Mazagan, inscrite au patrimoine mondial de l'UNESCO depuis 2004) : 372 438 hab hab. (2017)
- El Kbab [C] : 8 541 hab. (2004)
- El Kelaa des Mgouna (voir Kalaat M'Gouna)
- El Kelaa des Sraghna [M], chef-lieu de la province d'El Kelaâ des Sraghna : 68 694 hab. (2004)
- El Ksiba [M] : 18 481 hab. (2004)
- El Mansouria [M][14], 12 955 hab. (2004)
- El Marsa [M] : 10 229 hab. (2004)
- El Menzel [M] : 11 484 hab. (2004)
- El Ouatia [M] : 6 407 hab. (2004)
- Erfoud (voir Arfoud)
- Errachidia [M], chef-lieu de la province d'Errachidia et de la région Drâa-Tafilalet : 80 100 hab. (2004)
- Er-Rich [M] : 21 100 hab. (2004)
- Essaouira [M], chef-lieu de la province d'Essaouira (sa médina – ancienne Mogador – est classée au patrimoine mondial de l'UNESCO depuis 2001) : 69 493 hab. (2004)
- Es-Semara [M], chef-lieu de la province d'Es-Semara, dans le Sahara occidental : 40 347 hab. (2004)

### F

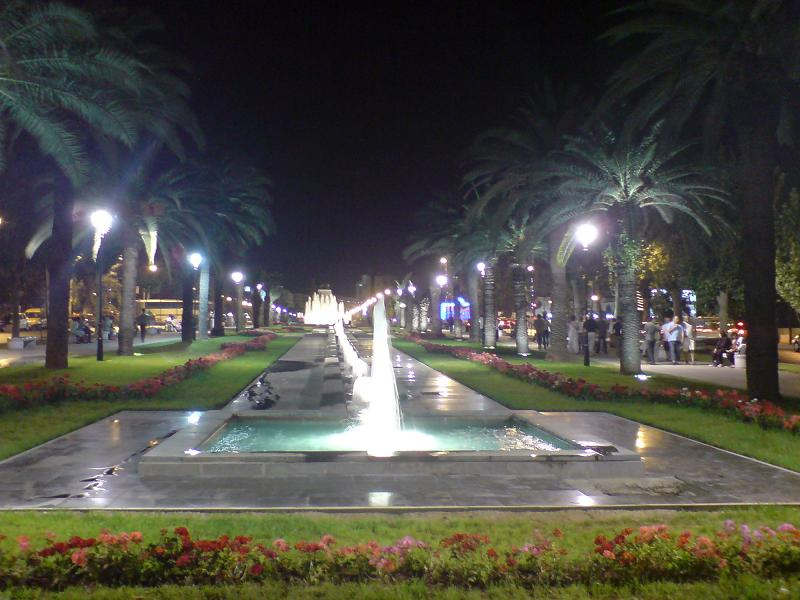
Fès (centre-ville)

- Fam El Hisn [M] : 7 089 hab. (2004)
- Farkhana [C] : 10 994 hab. (2004)
- Fès[15], chef-lieu de la préfecture de Fès et de la région de Fès-Meknès ; aussi l'une des « villes impériales » du pays (sa médina est inscrite au patrimoine mondial de l'UNESCO depuis 1981) : 1 167 842 hab. (2024)
- Figuig [M] : 12 577 hab. (2004)
- Fnideq [M] : 53 559 hab. (2004)
- Foum Jamaa [C] : 9 658 hab. (2004)
- Foum Zguid [M] : 9 630 hab. (2004)
- Fquih Ben Salah [M], chef-lieu de la province de Fquih Ben Salah : 82 446 hab.

### G
- Ghafsaï [M] : 5 492 hab. (2004)
- Ghmate [C] : 867 hab. (2004)
- Goulmima [M] : 16 593 hab. (2004)
- Gourrama [C] : 3 987 hab. (2004)

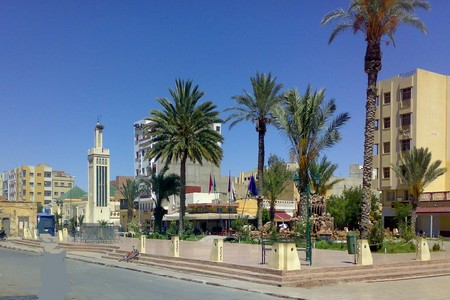
Guercif

- Guelmim [M], chef-lieu de la province de Guelmim et de la région de Guelmim-Oued Noun : 95 749 hab. (2004)
- Guercif [M], chef-lieu de la province de Guercif : 57 307 hab. (2004)
- Gueznaïa [M][16] : 3 187 hab. (2004)
- Guigou [C] : 7 976 hab. (2004)
- Guisser [C] : 1 890 hab. (2004)

### H
- Had Bouhssoussen [C] : 2 421 hab. (2004)
- Had Kourt [M] : 5 051 hab. (2004)
- Had Oued Ifrane [C][17] : 2 488 hab. (2004)
- Haj Kaddour [C][18] : 4 362 hab. (2004)
- Hattane [M] : 10 284 hab. (2004)
- Houara (voir Oulad Teïma)

### I

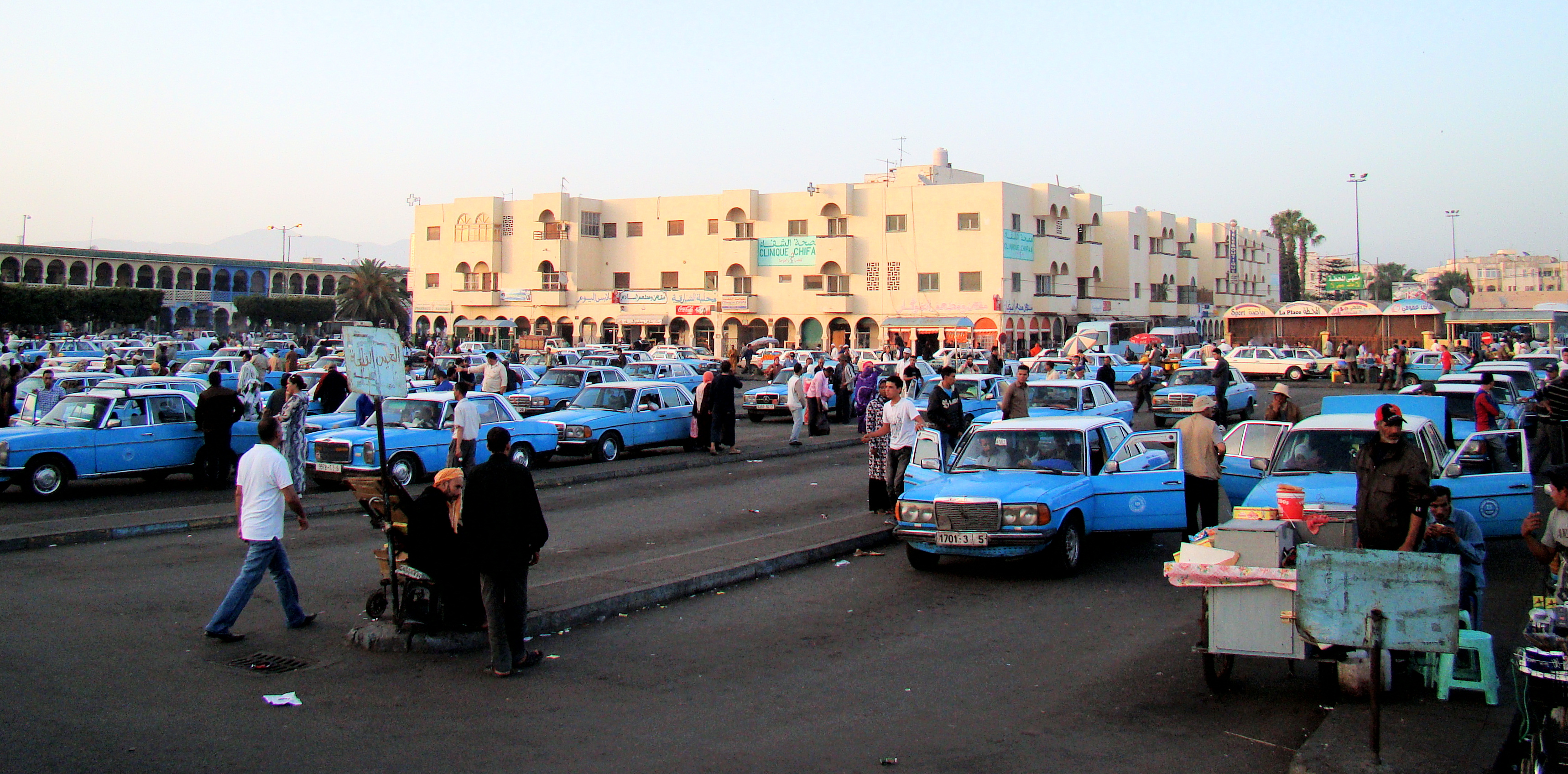
Inezgane (gare routière)

- Ifrane Atlas Saghir: province de Guelmim: 11 962 hab. (2004)
- Ifrane [M] : chef-lieu de la province d'Ifrane : 13 074 hab. (2004)
- Ighoud [C] : 1 475 hab. (2004)
- Ihddaden [C][19] : 25 480 hab. (2004)
- Imintanoute [M] : 17 067 hab. (2004)
- Imouzzer Kandar [M] : 13 745 hab. (2004)
- Imouzzer Marmoucha [M] : 4 001 hab. (2004)
- Imzouren [M] : 26 575 hab. (2004)
- Inezgane [M] : chef-lieu de la préfecture d'Inezgane-Aït Melloul : 112 753 hab. (2004)
- Irherm [M] : 4 624 hab. (2004)
- Issaguen [C] : 1 638 hab. (2004)
- Itzer [C] : 5 947 hab. (2004)

### J
- Jaadar [C][20] : 9 497 hab. (2004)
- Jamaat Shaim [M] : 15 325 hab. (2004)
- Jebha [C][21] : 2 984 hab. (2004)

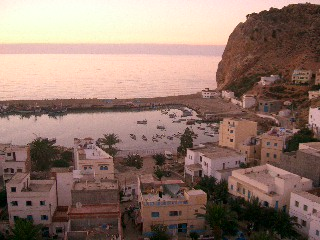
Jebha

- Jerada [M], chef-lieu de la province de Jerada : 43 916 hab. (2004)
- Jorf [M] : 12 135 hab. (2004)
- Jorf El Melha [M] : 20 581 hab. (2004)

### K
- Kalaat M'Gouna [M] : 14 190 hab. (2004)
- Karia (province d'El Jadida) [C][22] : 7 803 hab. (2004)

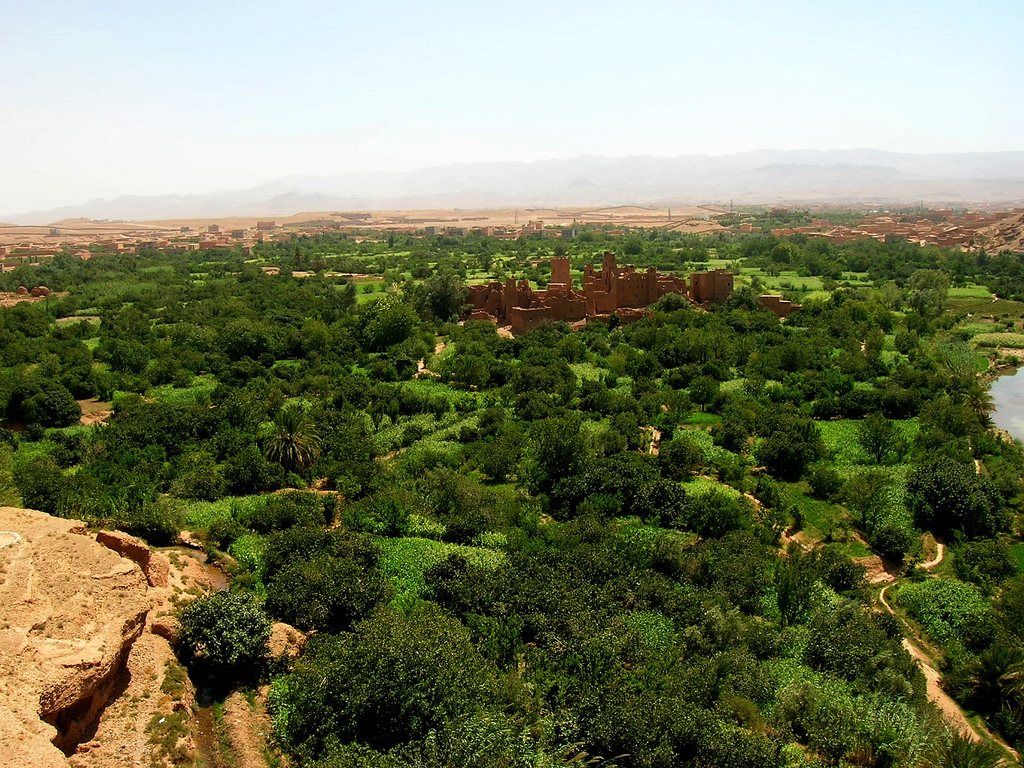
Kalaat M'Gouna

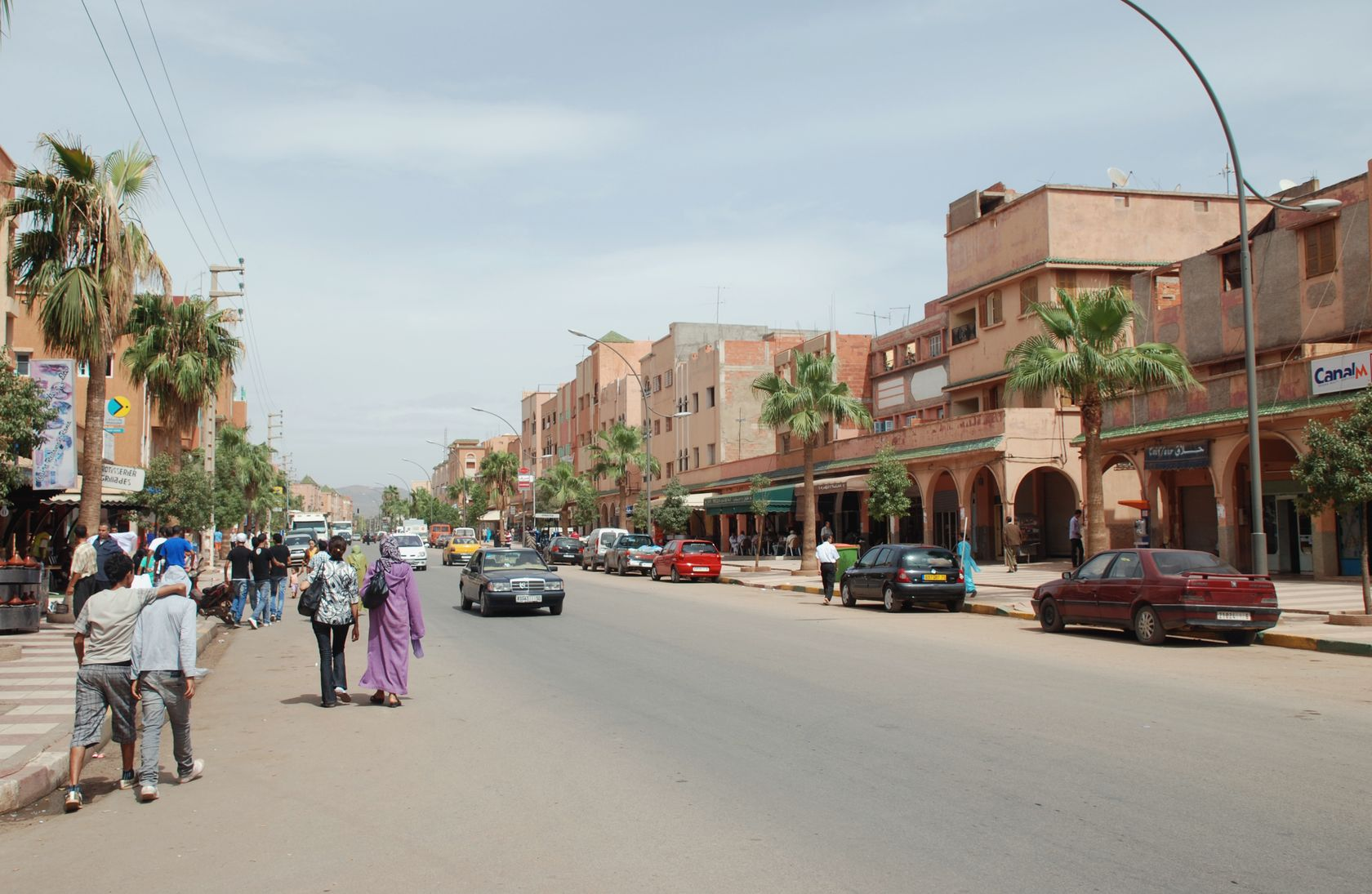
Khenifra

- Karia (province de Tétouan) [C][23] : 1 100 hab. (2004)
- Karia Ba Mohamed [M] : 16 712 hab. (2004)
- Kariat Arekmane [C][24] : 5 266 hab. (2004)
- Kasba Tadla [M] : 40 898 hab. (2004)
- Kassita [C][25] : 2 126 hab. (2004)
- Kattara [C][26] : 1 365 hab. (2004)
- Kehf Nsour [C][27] : 5 089 hab. (2004)
- Kénitra [M], chef-lieu de la province de Kénitra et de la région de Rabat-Salé-Kénitra : 359 142 hab. (2004)
- Kerouna [C][28] : 2 188 hab. (2004)
- Kerrouchen [C] : 1 967 hab. (2004)
- Khémis Sahel [C][29] : 4 826 hab. (2004)
- Khémisset [M], chef-lieu de la province de Khemisset : 105 088 hab. (2004)
- Khénifra [M], chef-lieu de la province de Khénifra : 72 672 hab. (2004)
- Khénichet [C] : 7 936 hab. (2004)
- Khouribga [M], chef-lieu de la province de Khouribga : 166 397 hab. (2004)
- Ksar El Kébir [M] : 132 380 hab. (2004)

### L
- Laâounate [C] : 4 465 hab. (2004)
- Laakarta [C][30] : 3 116 hab. (2004)
- Laattaouia [M] : 20 237 hab. (2004)

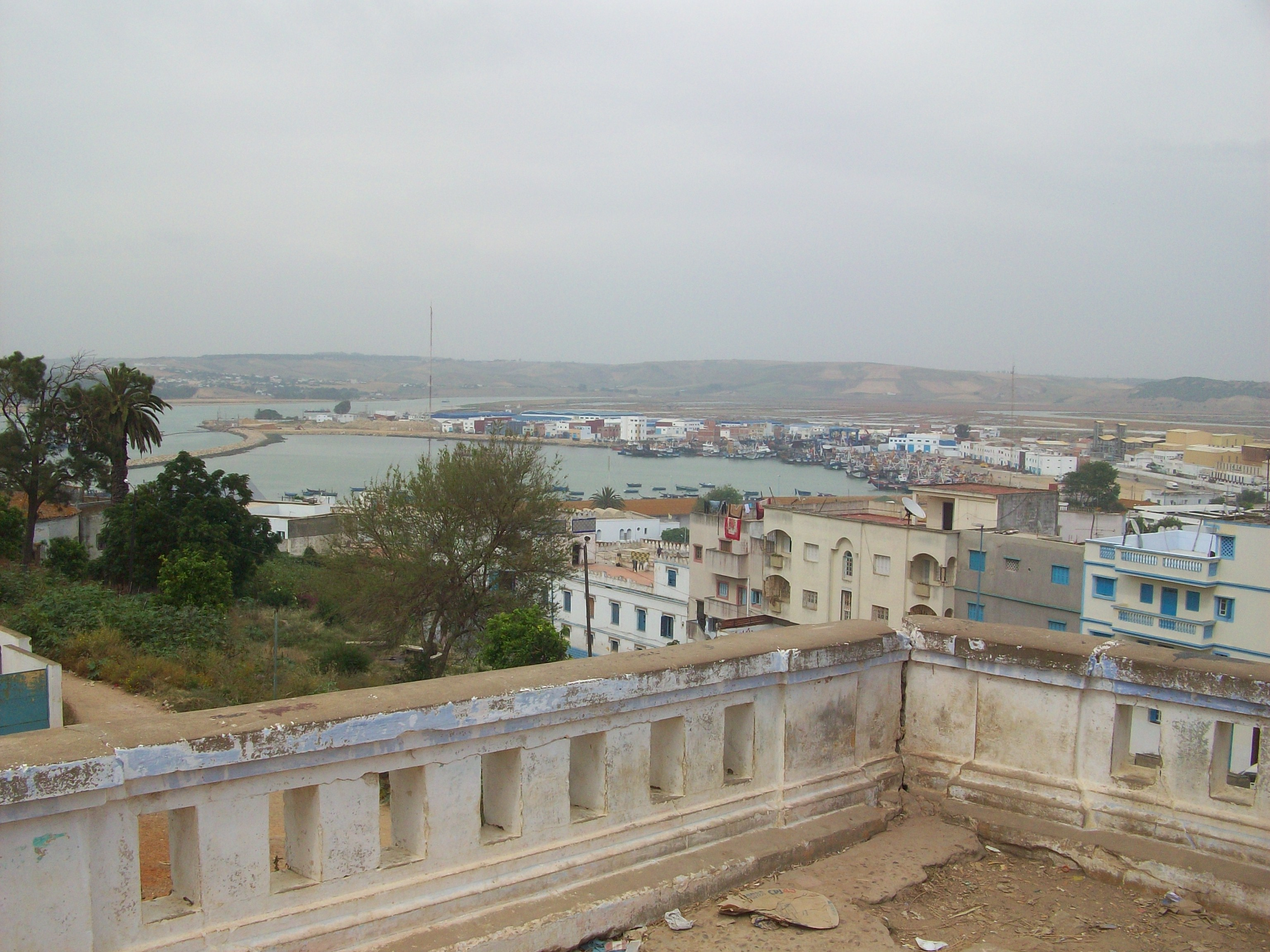
Larache

- Laayoune [M], chef-lieu de la province de Laayoune et de la région de Laayoune-Sakia El Hamra, dans le Sahara occidental : 183 691 hab. (2004)
- Lagouira [M][31], ville du Sahara occidental : 3 726 hab. (2004)
- Lakhsas [M] : 4 194 hab. (2004)
- Lahraouyine [M][32] : 52 862 hab. (2004)
- Lalla Mimouna [C] : 12 994 hab. (2004)
- Lalla Takarkoust [C] : 3 348 hab. (2004)
- Larache [M], chef-lieu de la province de Larache : 107 371 hab. (2004)
- Lakouablia [M] : 840 hab. (2014)
- Lbir Jdid [M] : 15 267 hab. (2004)
- Loualidia [C] : 5 826 hab. (2004)
- Loulad [M] : 5 025 hab. (2004)
- Lqliaa [M][33] : 47 837 hab. (2004)

### M

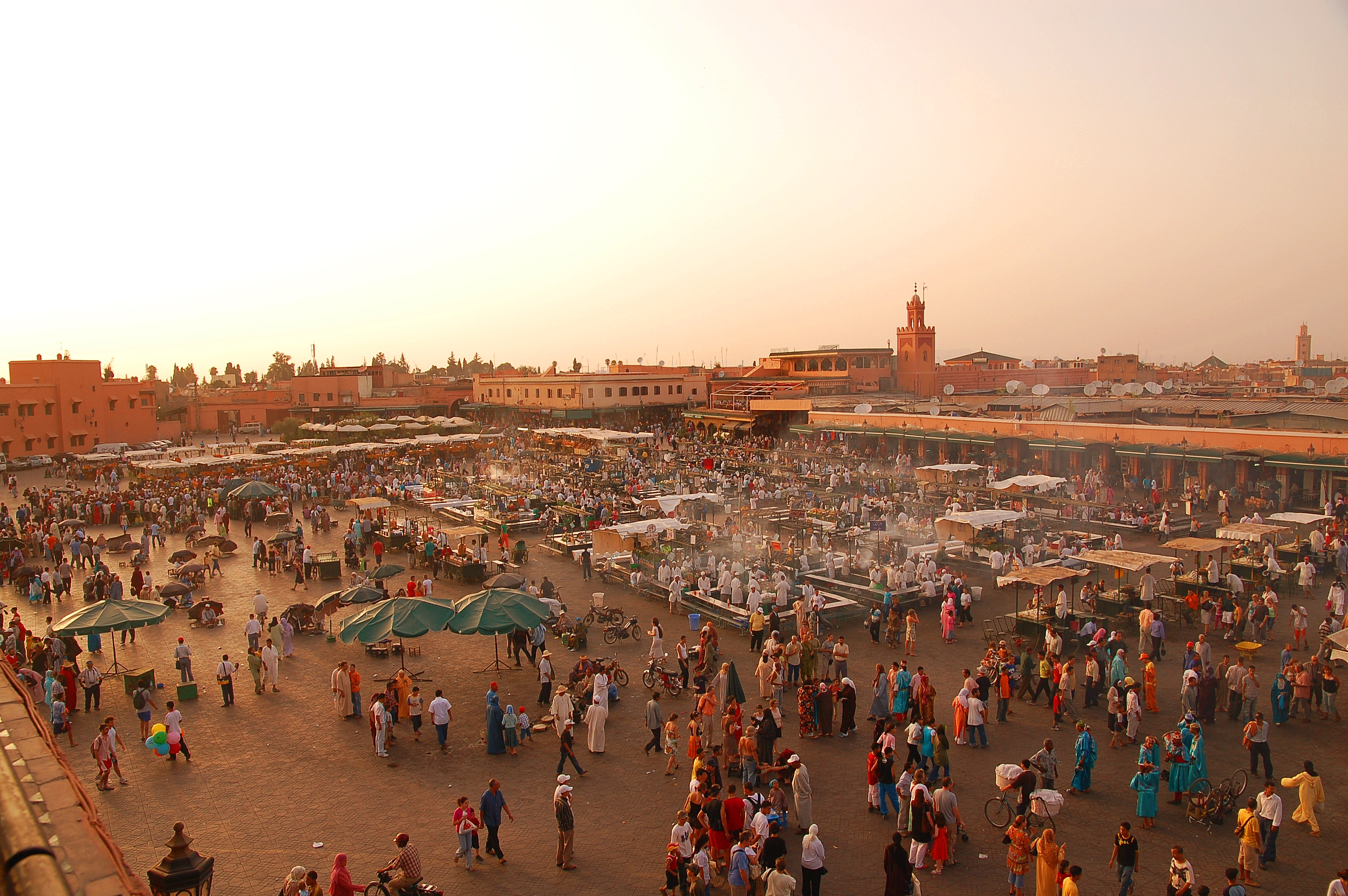
Marrakech (Jamaa El Fna)

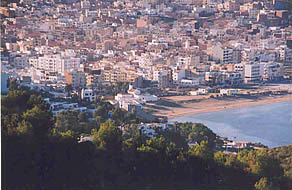
M'Diq

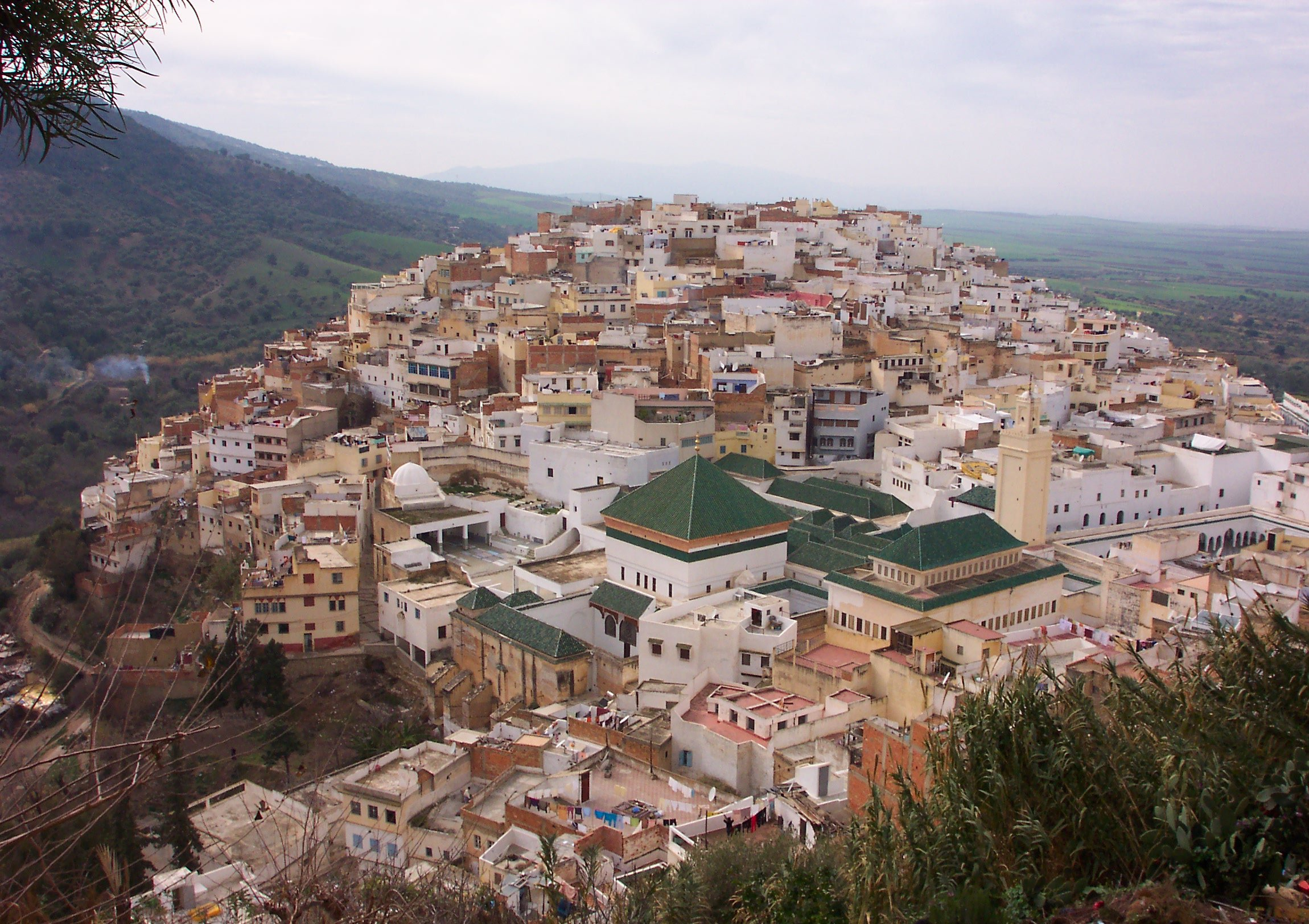
Moulay Driss Zerhoun

- Maaziz [C] : 9 190 hab. (2004)
- Madagh [C] : 2 312 hab. (2004)
- Marrakech[34], chef-lieu de la préfecture de Marrakech et de la région de Marrakech-Safi (aussi l'une des « villes impériales » du pays) : 1 002 897 hab. (2024)
- Martil [M] : 39 011 hab. (2004)
- Massa [C] : 8 999 hab. (2004)
- Matmata [C] : 11 874 hab. (2004)
- M'Diq [M], chef-lieu de la préfecture de M'Diq-Fnideq : 36 596 hab. (2004)
- Médiouna [M], chef-lieu de la province de Médiouna : 14 712 hab. (2004)
- Mechra Bel Ksiri [M] : 31 497 hab. (2014)
- Mehdya [M] : 16 262 hab. (2004)
- Meknès[35], chef-lieu de la préfecture de Meknès (aussi l'une des « villes impériales » du pays) : 474 550 hab. (2004)
- M'Haya [C] : 3 952 hab. (2004)
- Midar [M] : 70 229 hab. (2004)
- Midelt [M], chef-lieu de la province de Midelt : 44 781 hab. (2004)
- Missour [M] : 20 978 hab. (2004)
- Mohammédia [M], chef-lieu de la préfecture de Mohammédia : 188 619 hab. (2004)
- Moqrisset [C] : 1 680 hab. (2004)
- Moulay Abdallah [C][36] : 6 482 hab. (2004)
- Moulay Ali Chérif [M] ; 20 469 hab. (2004)
- Moulay Bouazza [C] : 5 241 hab. (2004)
- Moulay Bousselham [C] : 5 693 hab. (2004)
- Moulay Brahim [C] : 3 273 hab. (2004)
- Moulay Driss Zerhoun [M] : 12 611 hab. (2004)
- M'Rirt [M] : 35 196 hab. (2004)

### N

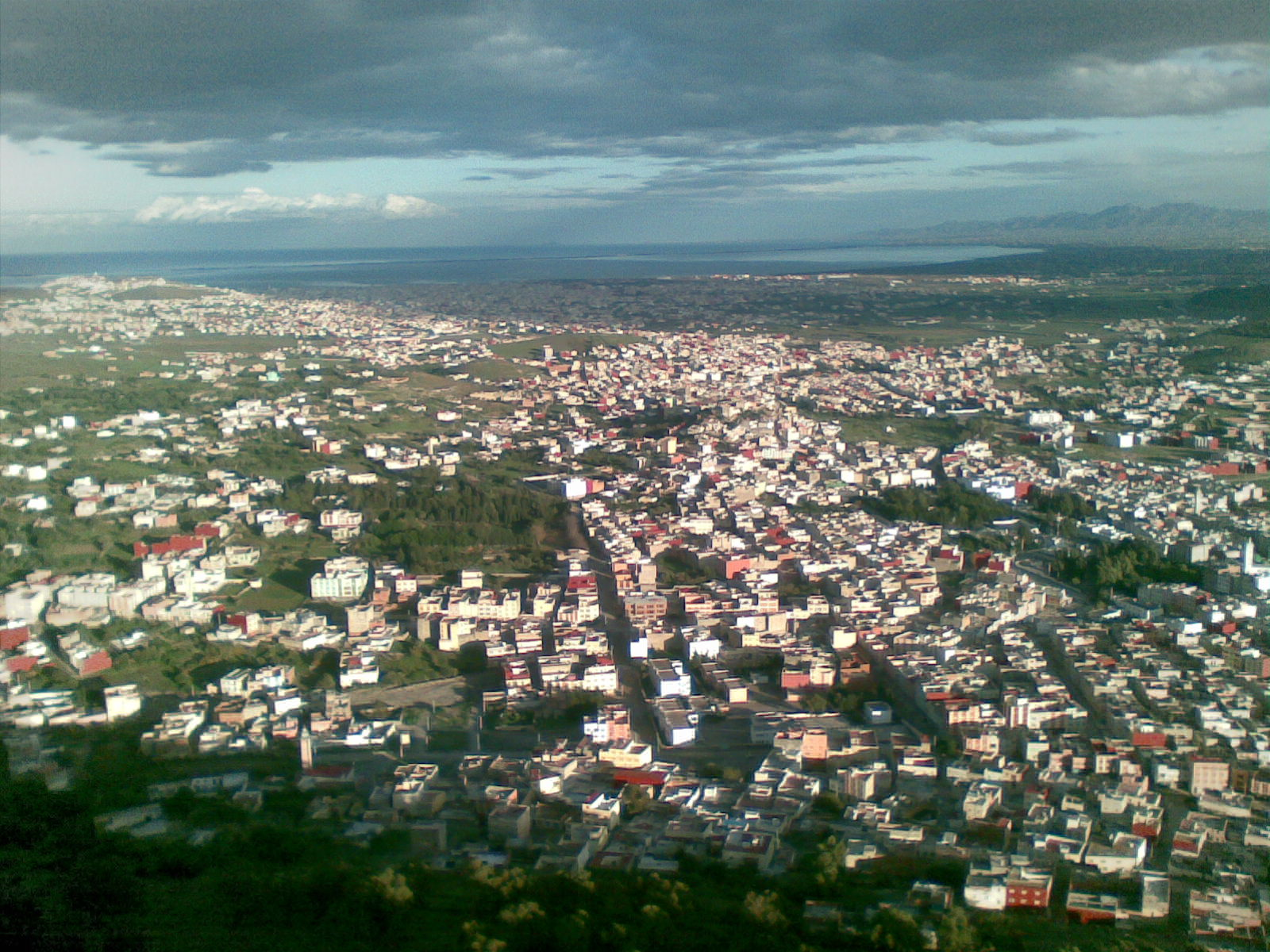
Nador

- Nador [M], chef-lieu de la province de Nador : 126 207 hab. (2004)
- Naïma [M] : 1 151 hab. (2004)
- Nouaceur [M], chef-lieu de la province de Nouaceur : 12 696 hab. (2004)

### O
- Oualidia (voir Loualidia)
- Ouaouizeght [C] : 8 940 hab. (2004)

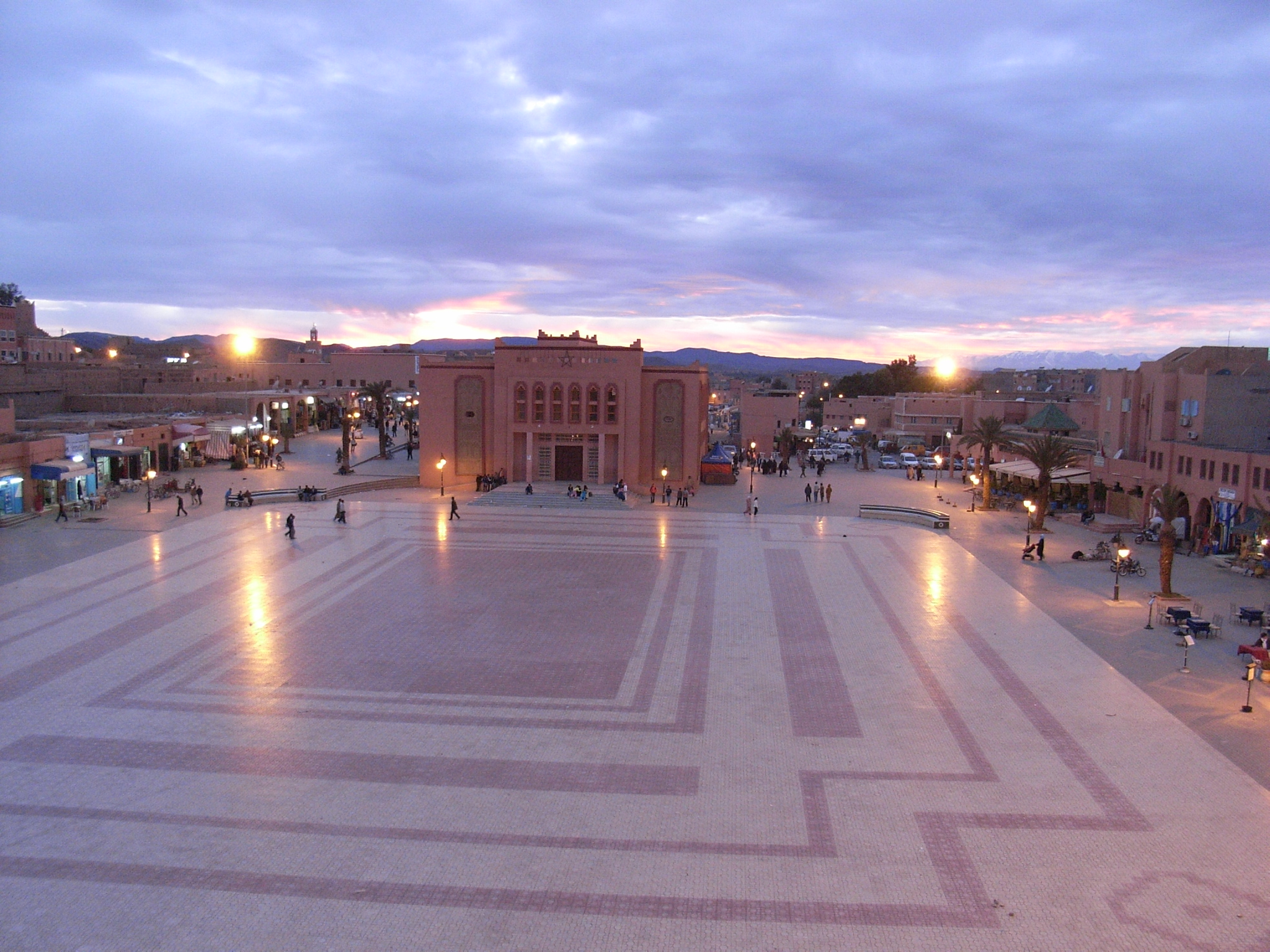
Ouarzazate

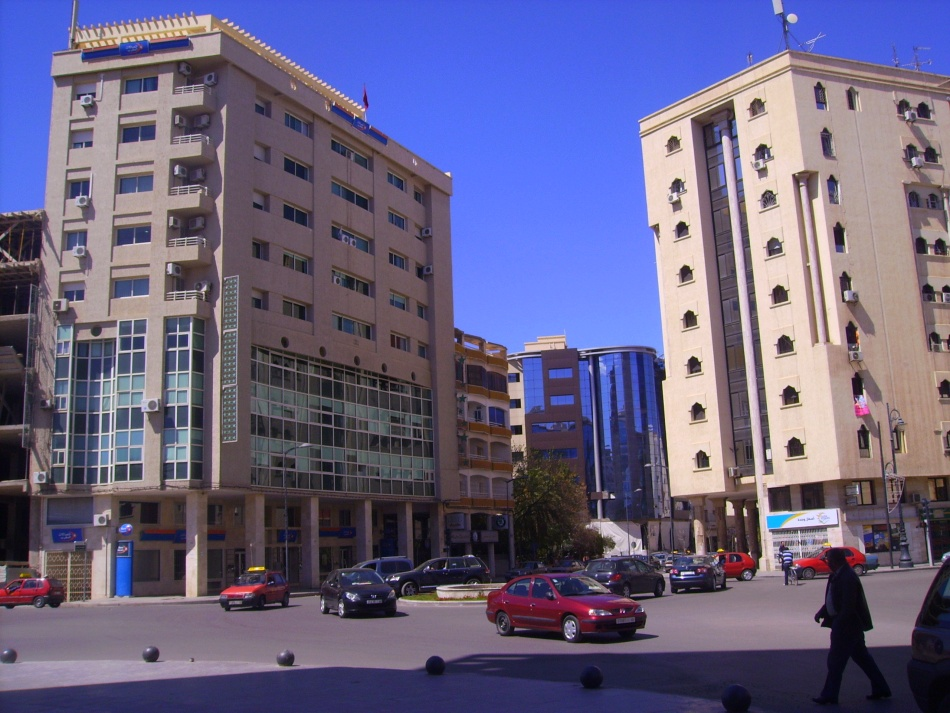
Oujda (quartier moderne)

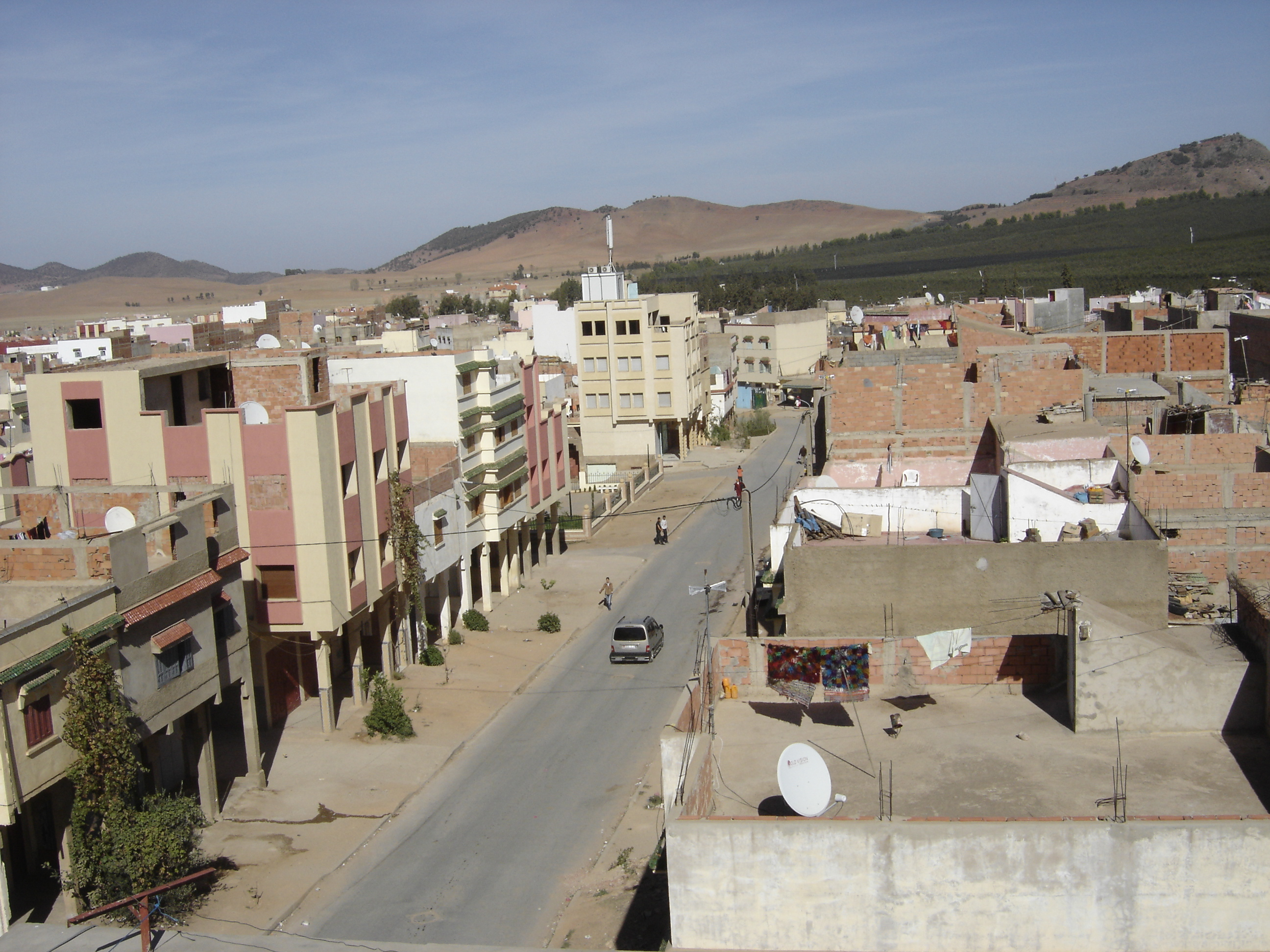
Oulmès

- Ouarzazate [M] : chef-lieu de la province de Ouarzazate : 56 616 hab. (2004)
- Oued Amlil [M] : 8 246 hab. (2004)
- Oued Heïmer [C][37] : 1 997 hab. (2004)
- Oued Laou [M] : 8 383 hab. (2004)
- Oued Zem [M] : 83 970 hab. (2004)
- Ouezzane [M] : chef-lieu de la province de Ouezzane : 57 972 hab. (2004)
- Ouislane [M] : 47 824 hab. (2004)
- Oujda [M], chef-lieu de la préfecture d'Oujda-Angad et de la région de l'Oriental : 720 618 hab. (2022
- Oulad Abbou [M] : 10 748 hab. (2004)
- Oulad Amrane [C] : 1 443 hab. (2004)
- Oulad Ayad [M] : 21 466 hab. (2004)
- Oulad Berhil [M] : 15 369 hab. (2004)
- Oulad Frej [M] : 10 387 hab. (2004)
- Oulad Ghadbane [C][38] : 3 889 hab. (2004)
- Oulad H'Riz Sahel [C][39], 7 149 hab. (2004)
- Oulad M'Barek [C] : 11 906 hab. (2004)
- Oulad Mrah [C] : ? hab. (?)
- Oulad Saïd [C] : 2 396 hab. (2004)
- Oulad Tayeb [C] : 5 056 hab. (2004)
- Oulad Teïma [M] : 66 183 hab. (2004)
- Oulad Yaïch [C] : 7 692 hab. (2004)
- Oulad Zbaïr [C] : 4 193 hab. (2004)
- Oulmès [C] : 9 460 hab. (2004)
- Oum El Guerdane [C] : 9 222 hab. (2004)
- Ounagha [C] : 912 hab. (2004)
- Outat El Haj [M] : 13 945 hab. (2004)

### R

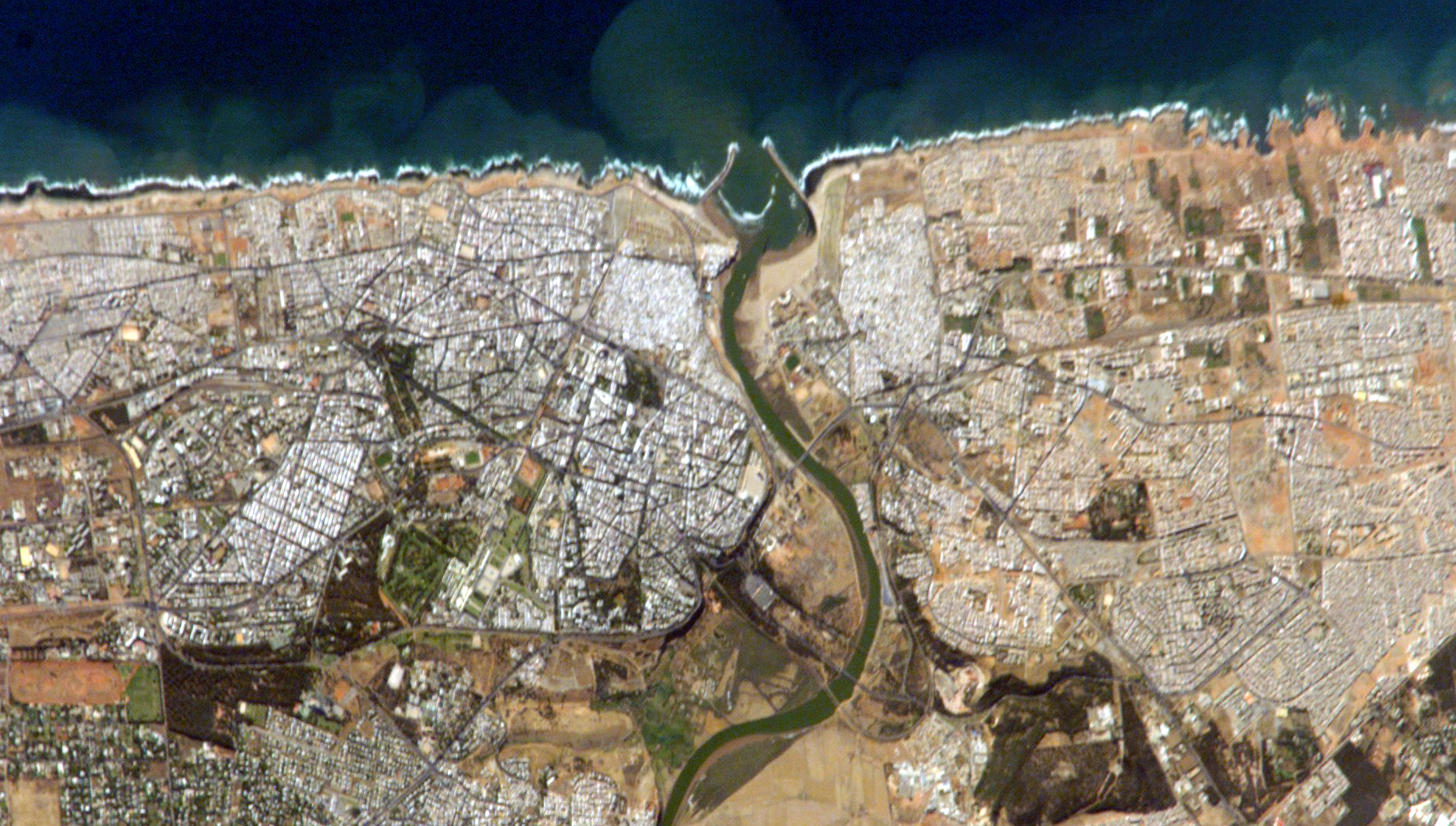
Rabat (vue satellite ; Rabat étant à gauche de l'oued Bouregreg et Salé à droite)

- Rabat [M][40], capitale administrative du Royaume et chef-lieu de la région de Rabat-Salé-Kénitra (aussi l'une des « villes impériales » du pays) : 627 932 hab. (2004)
- Ras El Aïn [C][41] : 3 638 hab. (2004)
- Ras El Ma [C] : 4 532 hab. (2004)
- Ribate El Kheïr [M] : 12 654 hab. (2004)
- Rissani (voir Moulay Ali Chérif)
- Rommani [M] : 12 172 hab. (2004)

### S
- Sabaa Aiyoun [M] : 21 513 hab. (2004)

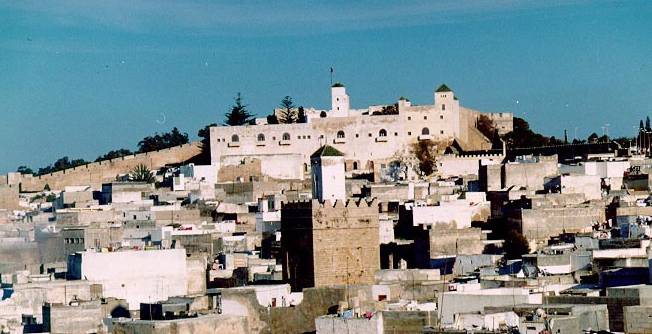
Safi

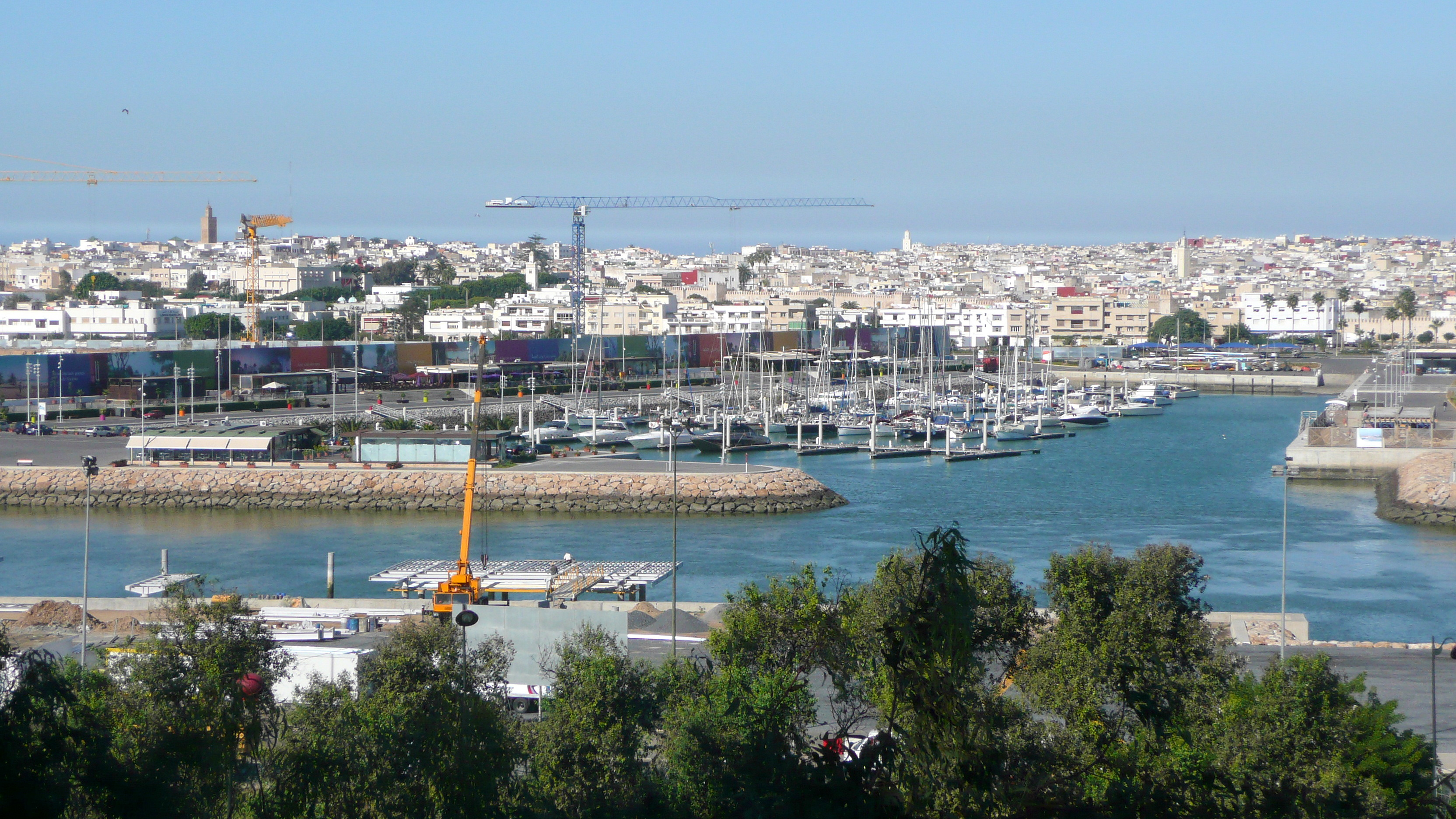
Salé (vue depuis Rabat)

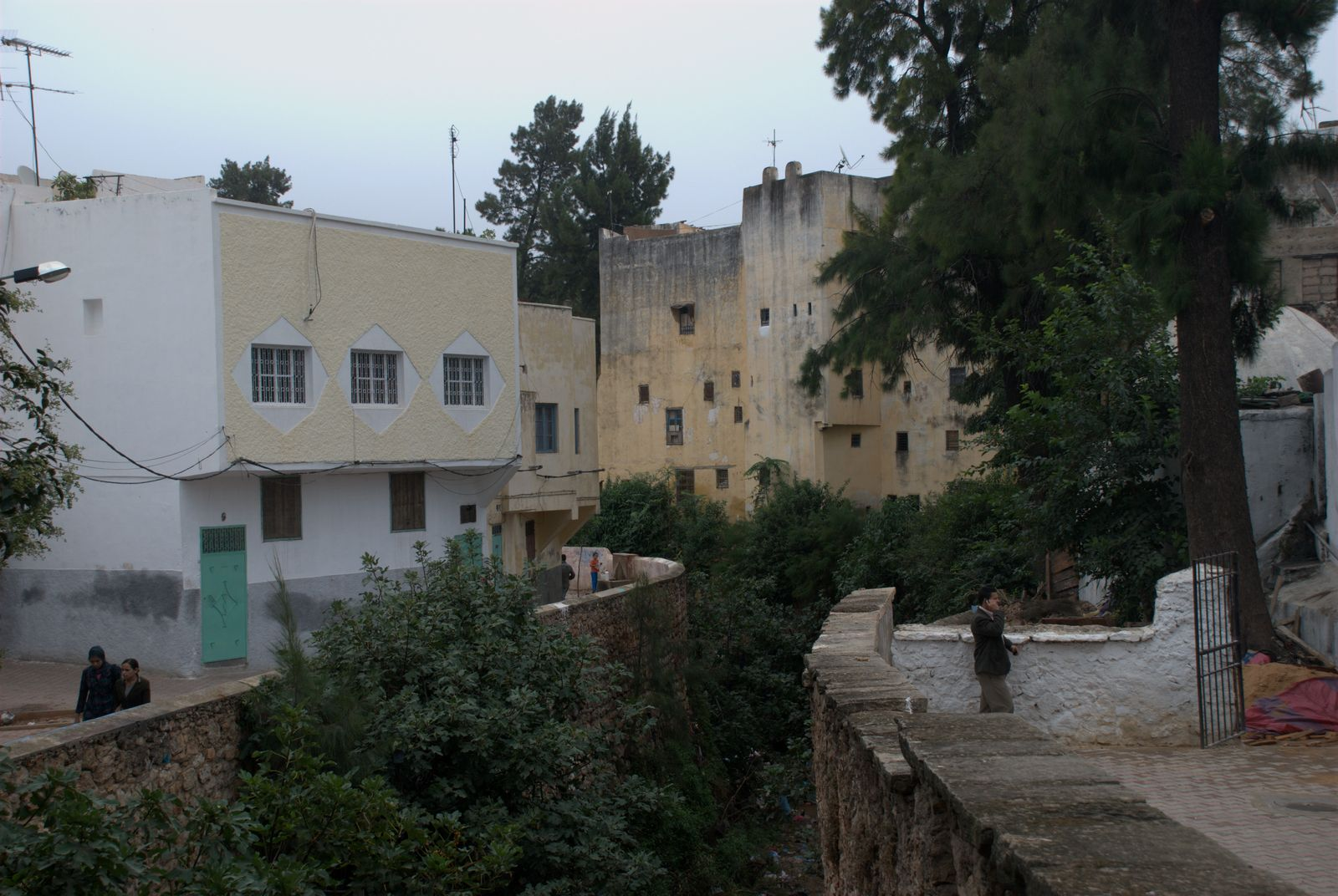
Séfrou

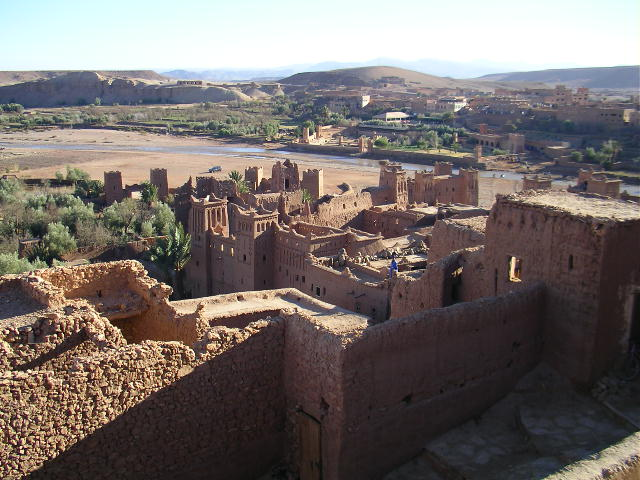
Skoura

- Safi [M], chef-lieu de la province de Safi : 284 750 hab. (2004)
- Saïdia [M] : 3 338 hab. (2004)
- Salé [M], chef-lieu de la préfecture de Salé : 760 186 hab. (2004)
- Sebt El Guerdane [C] : 9 222 hab. (2004)
- Sebt El Maarif [C][42] : 1 638 hab. (2004)
- Sebt Gzoula [M] : 13 943 hab. (2004)
- Sebt Jahjouh [C] : 3 585 hab. (2004)
- Sefrou [M], chef-lieu de la province de Sefrou : 64 006 hab. (2004)
- Selouane [M][43] : 24 877 hab. (2004)
- Semara (voir Es-Semara)
- Settat [M], chef-lieu de la province de Settat : 116 570 hab. (2004)
- Sid L'Mokhtar [C] : 11 138 hab. (2004)
- Sid Zouin [C][44] : 10 067 hab. (2004)
- Sidi Abdallah Ghiat [C] : 986 hab. (2004)
- Sidi Addi [C][45] : 2 895 hab. (2004)
- Sidi Ahmed [C][46] : 7 751 hab. (2004)
- Sidi Ali Ban Hamdouche [C][47] : 28 935 hab. (2004)
- Sidi Allal El Bahraoui [M][48] : 15 299 hab. (2004)
- Sidi Allal Tazi [C] : 3 140 hab. (2004)
- Sidi Bennour [M], chef-lieu de la province de Sidi Bennour : 39 593 hab. (2004)
- Sidi Bou Othmane [M][49] : 17 492 hab. (2004)
- Sidi Boubker [C] : 1 942 hab. (2004)
- Sidi Bouknadel [M][50] : 43 593 hab. (2004)
- Sidi Bouzid [C][51] ; 981 hab. (2004)
- Sidi Kacem [M] : 74 062 hab. (2004)
- Sidi Hajjaj Oulad Mrah [M] : 9 166 hab. (2004)
- Sidi Ifni [M] : 20 051 hab. (2004)
- Sidi Jaber [C] : 4 693 hab. (2004)
- Sidi Lyamani [C] : 1 101 hab. (2004)
- Sidi Rahhal [M] : 6 352 hab. (2004)
- Sidi Rahhal Chataï [C] : 8 140 hab. (2004)
- Sidi Slimane [M] : 78 060 hab. (2004) : chef-lieu de la province de Sidi Slimane
- Sidi Slimane Echcharraa [M] : 22 904 hab. (2004)
- Sidi Smaïl [C] : 4 244 hab. (2004)
- Sidi Taïbi [C] : 19 979 hab. (2004)
- Sidi Yahya El Gharb [M] : 31 705 hab. (2004)
- Skhirate [M] : 43 025 hab. (2004)
- Skhour Rehamna [C] : 4 352 hab. (2004)
- Skoura [C][52] 2 808 hab. (2004)
- Smara (voir Es-Semara)
- Smimou [C] : 2 675 hab. (2004)
- Soualem [C] : 3 243 hab. (2004)
- Souk El Arbaâ [M] : 69 265 hab. (2014)
- Souk Sebt Oulad Nemma [M] : 51 049 hab. (2004)

### T
- Tabounte [C][53], 21 168 hab. (2004)
- Tafetachte [C] : 1 174 hab. (2004)
- Tafraout [M] : 4 931 hab. (2004)
- Tafrisset [C][54] : 3 555 hab. (2004)
- Taghjijt [C] : 6 983 hab. (2004)

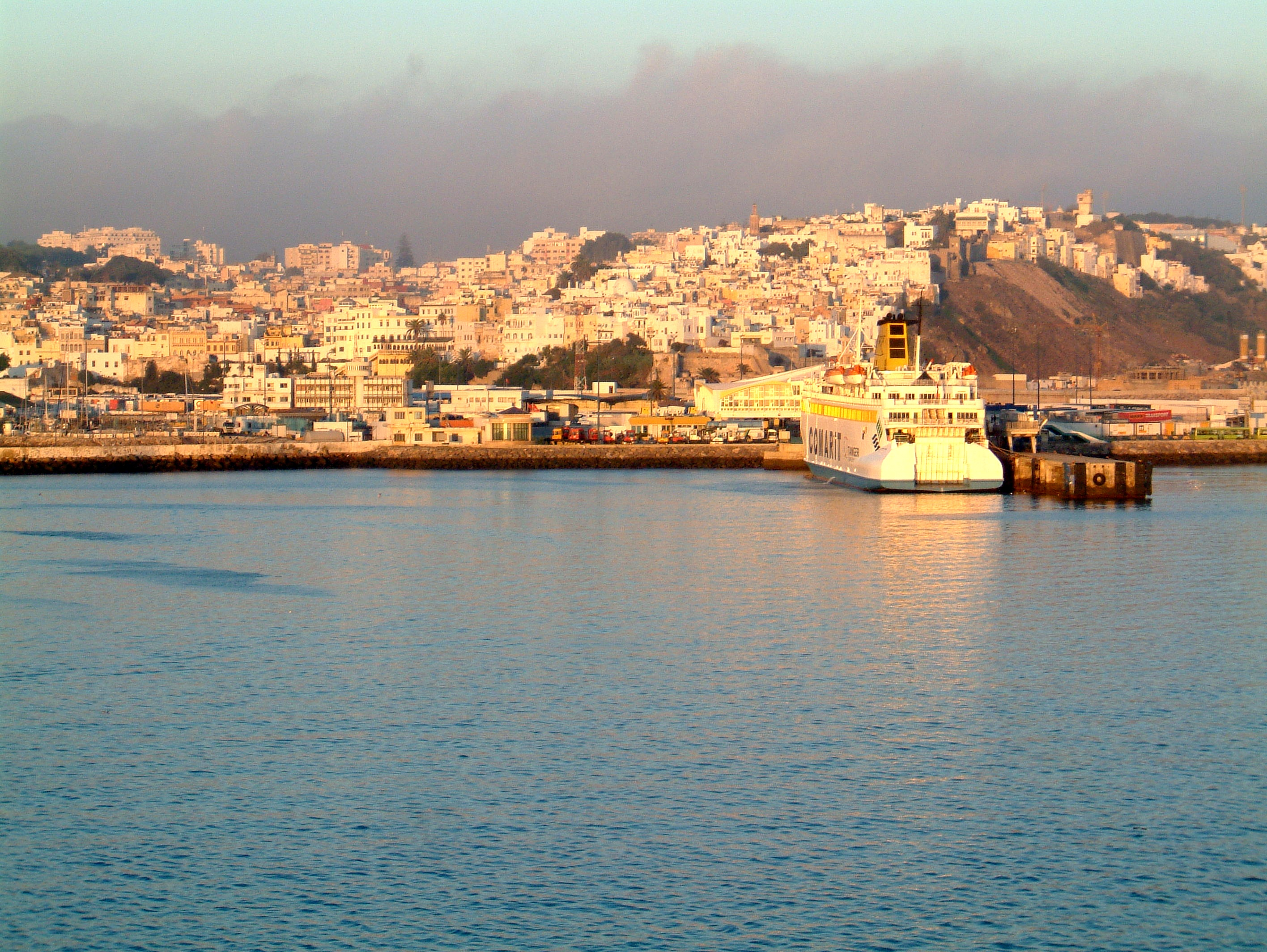
Tanger

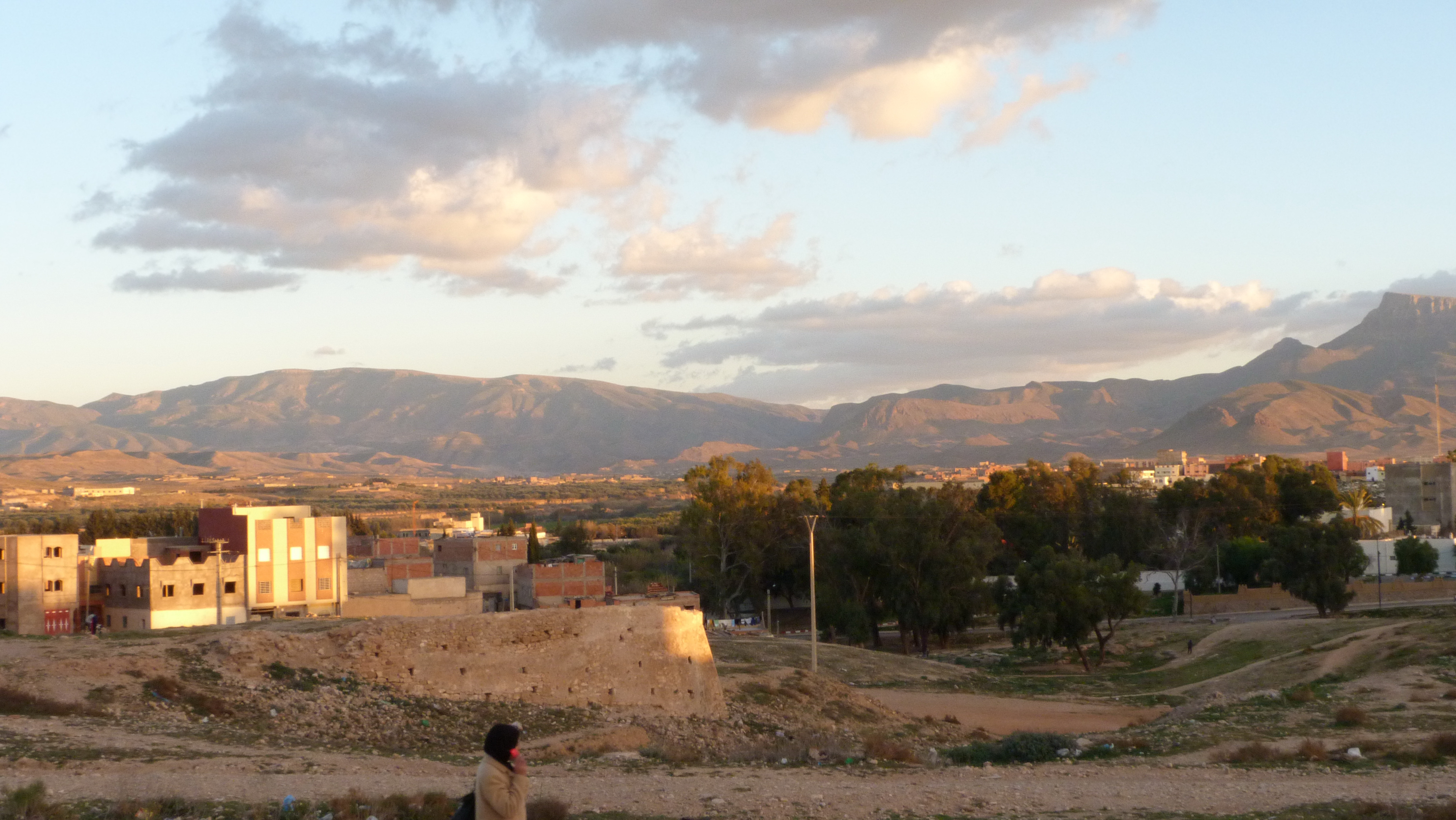
Taourirt

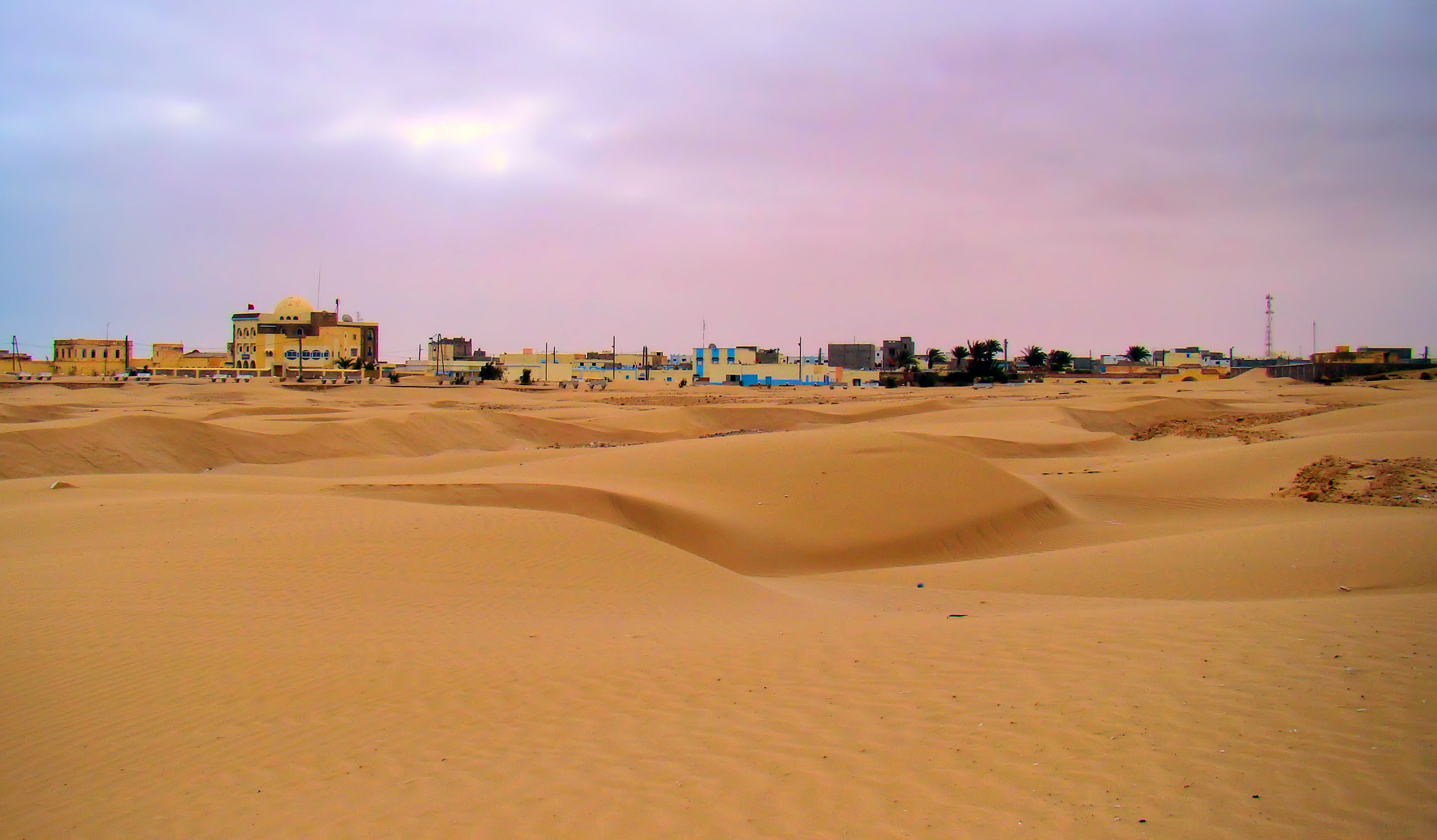
Tarfaya (vue depuis la mer)

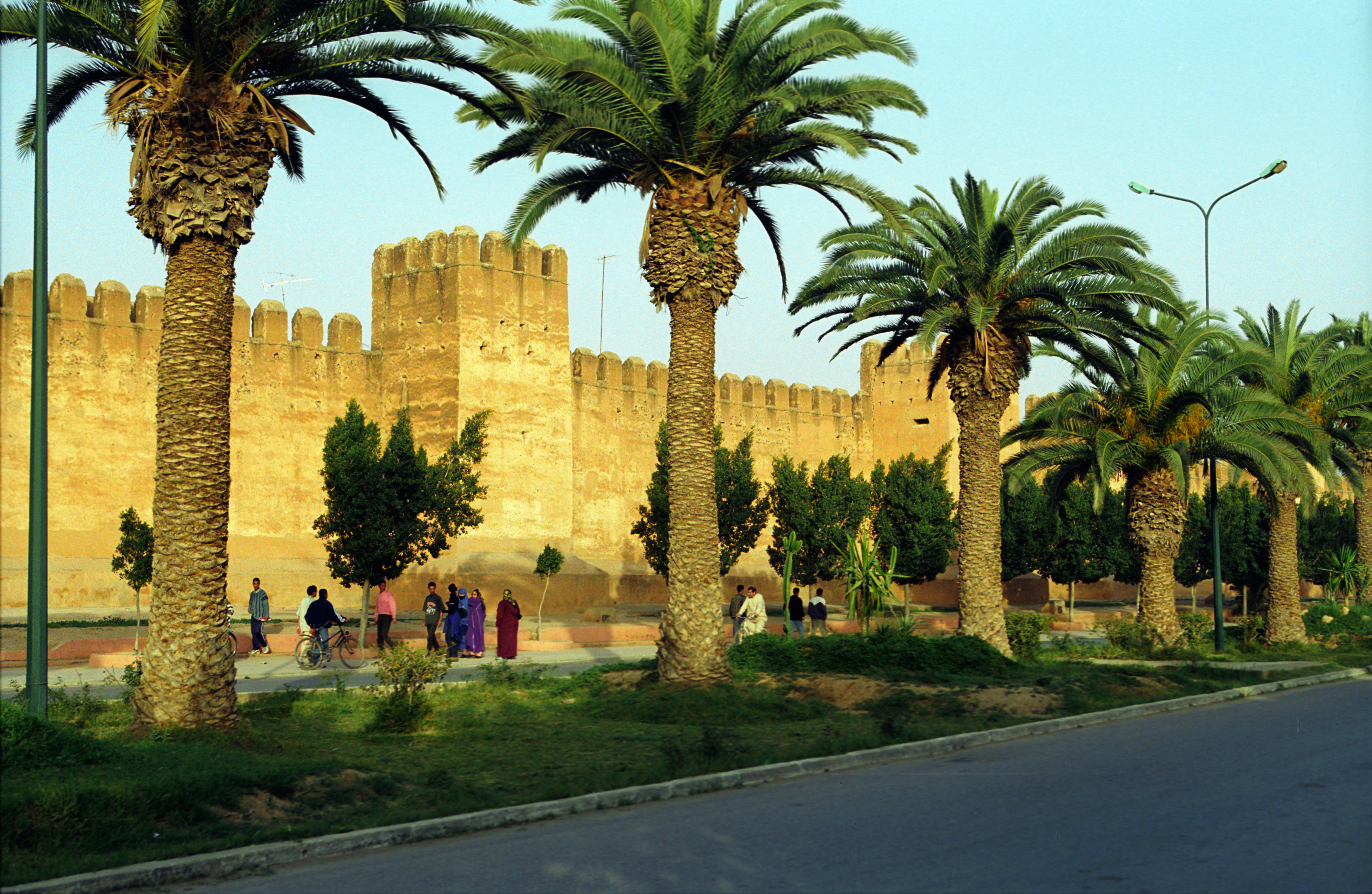
Taroudant (muraille almoravide)

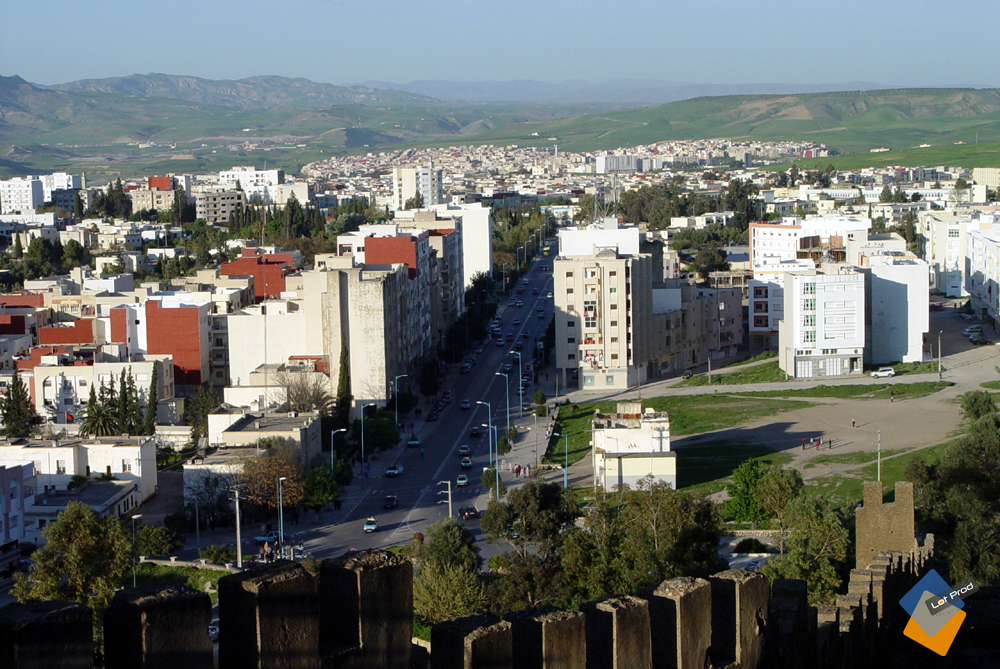
Taza

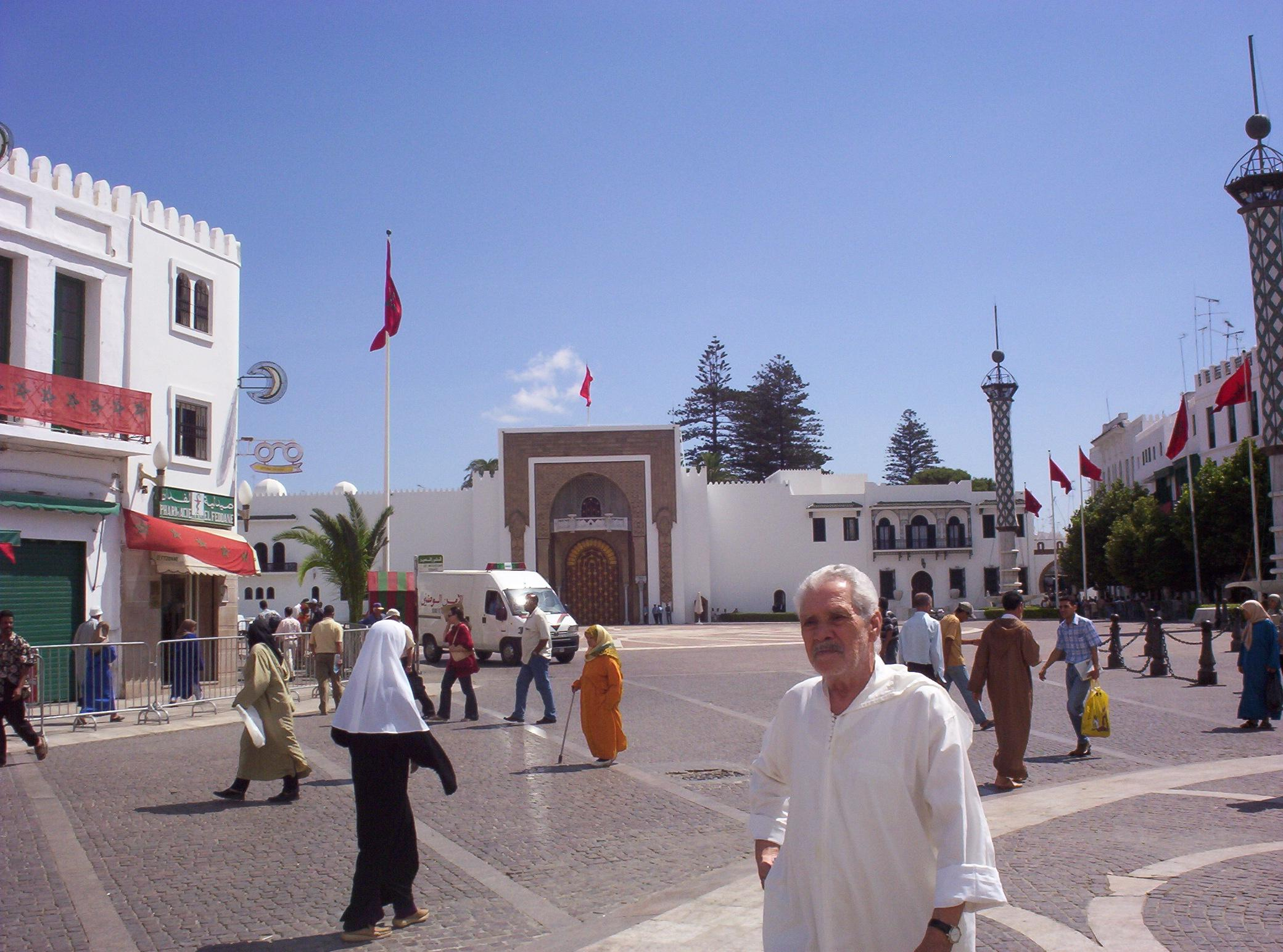
Tétouan (palais royal)

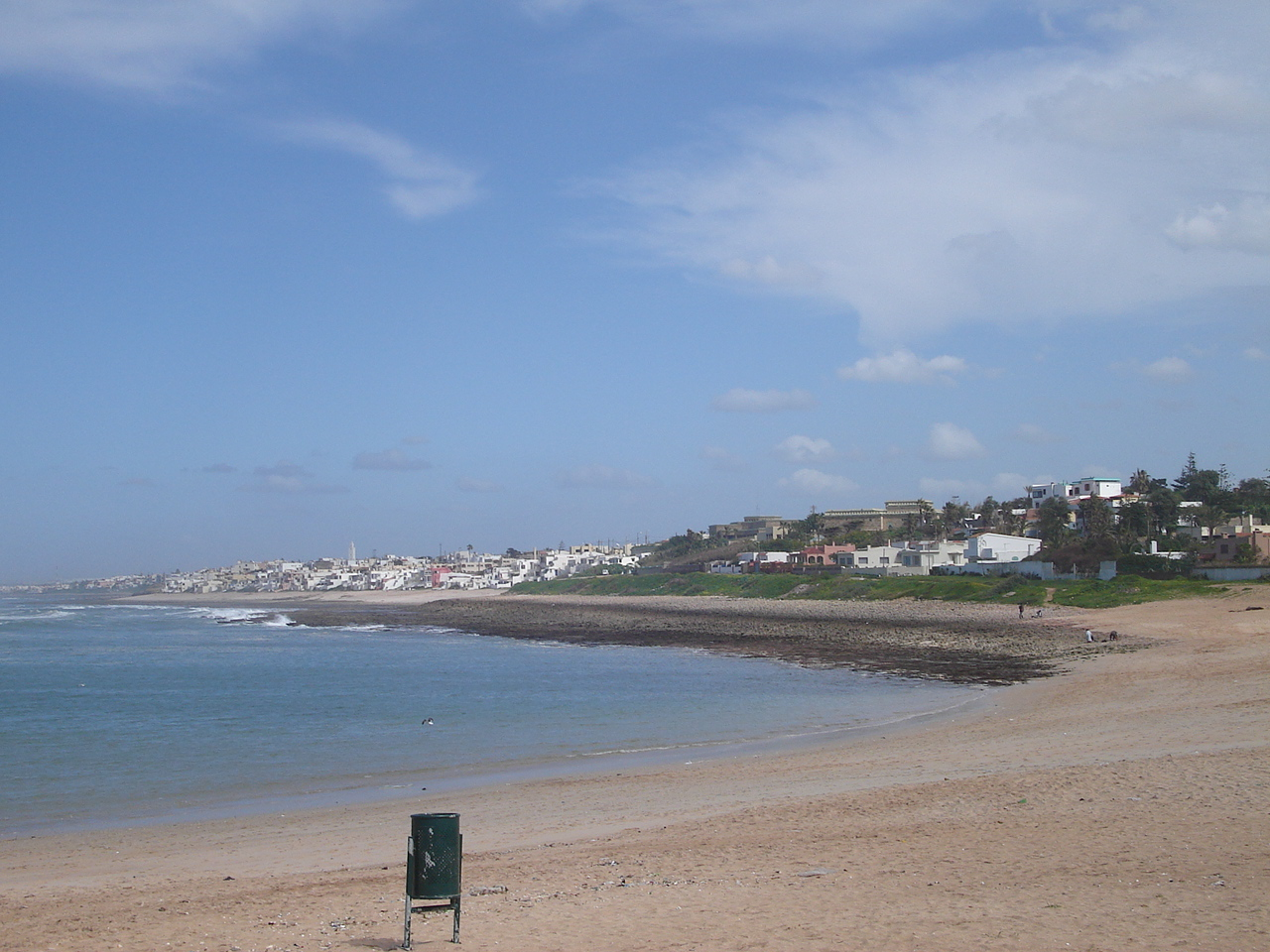
Témara (une de ses plages)

- Tahannaout [M], chef-lieu de la province d'Al Haouz : 29 562 hab. (2004)
- Tahla [M] : 25 655 hab. (2004)
- Taïnaste [C] : 1 905 hab. (2004)
- Talmest [M] : 4 133 hab. (2004)
- Taliouine [M] : 5 844 hab. (2004)
- Talsint [C] : 7 098 hab. (2004)
- Tamallalt [M] : 12 212 hab. (2004)
- Tamanar [M] : 9 984 hab. (2004)
- Tamassint [C][55] : 1 788 hab. (2004)
- Tamegroute : 21 600 hab (2014)
- Tameslouht [C][56] : 6 346 hab. (2004)
- Tanger [M], chef-lieu de la préfecture de Tanger-Assilah et de la région de Tanger-Tétouan-Al Hoceïma : 1 275 428 hab. (2024)
- Tan-Tan [M], chef-lieu de la province de Tan-Tan : 60 698 hab. (2004)
- Taounate [M], chef-lieu de la province de Taounate : 32 380 hab. (2004)
- Tarfaya [M], chef-lieu de la province de Tarfaya : 5 615 hab. (2004)
- Targuist [M] : 11 560 hab. (2004)
- Taourirt [M], chef-lieu de la province de Taourirt : 80 024 hab. (2004)
- Taroudant [M], chef-lieu de la province de Taroudant : 69 489 hab. (2004)
- Tata [M], chef-lieu de la province de Tata : 15 239 hab. (2004)
- Taza [M], chef-lieu de la province de Taza : 139 686 hab. (2004)
- Taznakht [M] : 6 185 hab. (2004)
- Témara [M], chef-lieu de la préfecture de Skhirate-Témara : 225 497 hab. (2004)
- Temsia, 14 902 hab. (2004)
- Tendrara [C] : 6 254 hab. (2004)
- Tétouan [M], chef-lieu de la province de Tétouan (sa médina – ancienne Titawin – est classée au patrimoine mondial de l'UNESCO depuis 1997) : 320 539 hab. (2004)
- Thar Es Souk [M] : 3 792 hab. (2004)
- Tidass [C][57] : 3 584 hab. (2004)
- Tiflet [M] : 69 640 hab. (2004)
- Tighassaline [C] : 7 336 hab. (2004)
- Tighza [C][58] : 2 217 hab. (2004)
- Timahdite [C] : 2 507 hab. (2004)
- Tinejdad [M] : 7 494 hab. (2004)
- Tinghir [M], chef-lieu de la province de Tinghir : 36 391 hab. (2004)
- Tissa [M] : 9 566 hab. (2004)
- Tit Mellil [M] : 11 710 hab. (2004)
- Tizi N'Test [C] : 5 391 hab. (2004)
- Tizi Ouasli [C] : 1 695 hab. (2004)
- Tiznit [M], chef-lieu de la province de Tiznit : 53 682 hab. (2004)
- Tiztoutine [C] : 4 050 hab. (2004)
- Touima [C][59] : 6 909 hab. (2004)
- Touissit [M] : 3 429 hab. (2004)
- Toulal [M] : 13 852 hab. (2004)
- Tounfite [C] : 7 278 hab. (2004)

### Y
- Youssoufia [M], chef-lieu de la province de Youssoufia : 64 518 hab. (2004)

### Z
- Zag [M], 12 653 hab. (2004)

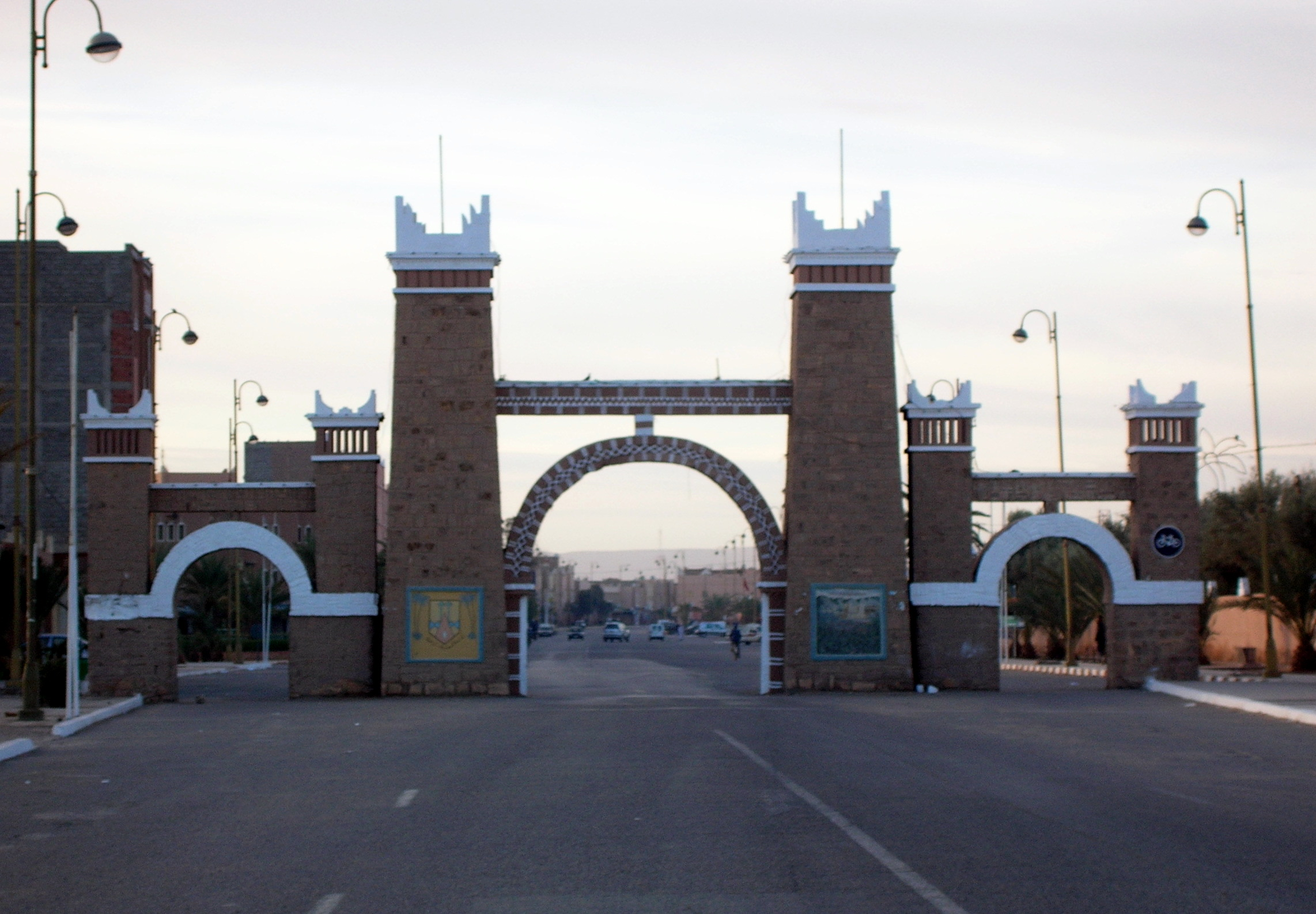
Zagora (l'entrée)

- Zagora [M], chef-lieu de la province de Zagora : 34 851 hab. (2004)
- Zaïda [C] : 4 968 hab. (2004)
- Zaïo [M] : 29 851 hab. (2004)
- Zaouïat Bougrine [C][60] : 3 570 hab. (2004)
- Zaouïat Cheikh [M] : 22 728 hab. (2004)
- Zeghanghane [M] : 20 181 hab. (2004)
- Zemamra [M] : 11 896 hab. (2004)
- Zirara [C] : 6 707 hab. (2004)
- Zoumi [C] : 3 830 hab. (2004)
- Zrarda [C] : 3 860 hab. (2004)